# Hernán Cortés
Pour les articles homonymes, voir Cortés.
Hernán Cortés (parfois écrit Cortès ou Cortez), de son nom complet Hernando Cortés de Monroy y Pizarro Altamirano, probablement né en 1485 à Medellín (Estrémadure) et mort le 2 décembre 1547 à Castilleja de la Cuesta, près de Séville, est un conquistador espagnol qui, en 1521-1522, s'est emparé de l'Empire aztèque au nom de Charles Quint, roi de Castille et roi d'Aragon, acte fondateur de la Nouvelle-Espagne.
Cette conquête, qui vient à la suite de la colonisation d'Hispaniola par Christophe Colomb en 1493, puis de la conquête de Cuba par Diego de Cuellar en 1511, est une étape fondamentale de la colonisation espagnole de l'Amérique au XVIe siècle.
Cortés en est récompensé en obtenant le titre créé pour lui de marquis de la Vallée d'Oaxaca (20 juillet 1529).
Il est cousin au second degré de Francisco Pizarro, qui s'empare quelques années plus tard de l'Empire inca.

## Jeunesse

### Origines familiales et enfance

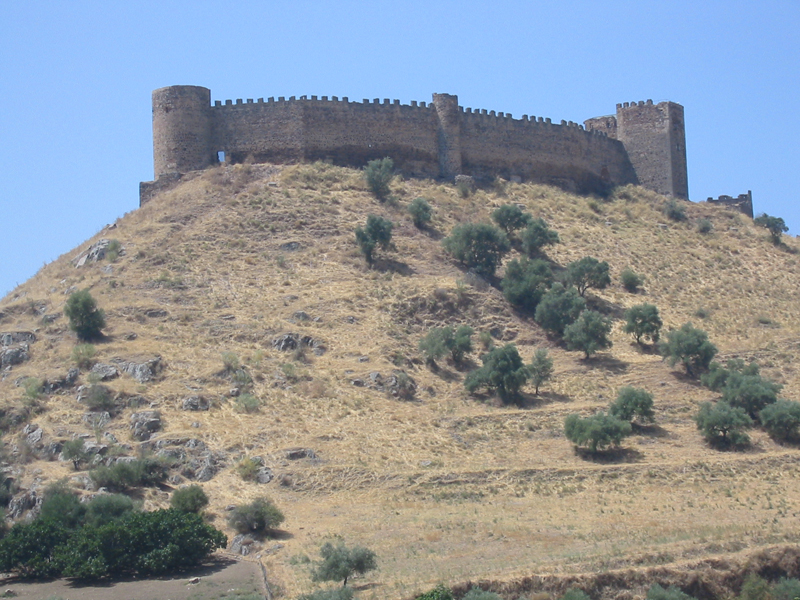
Le château de Medellín.

Cortés naît à Medellín, dans la province d'Estrémadure, qui se trouve alors dans le royaume de Castille.
Sa date de naissance probable est 1485, bien que certaines sources donnent 1483 ou 1484. Il est issu de deux lignées d'ancienne noblesse. La légende le fait sortir d'une famille pauvre, mais ce point est contesté.
Son père, Martin Cortés de Monroy, est un hidalgo. Il occupe diverses charges officielles, dont celle de procureur général, ce qui laisse penser qu'il dispose d'une fortune personnelle. Les Monroy sont une famille de vieux chrétiens originaires de la Cantabrie, dans le nord de l'Espagne, qui ont pris part à la Reconquista (plusieurs ancêtres de Cortés sont célèbres pour leurs faits d'armes). Le grand-père de Cortés, Alfonso de Monroy, a été grand-maître de l'ordre d'Alcántara, un des plus puissants ordres de chevalerie castillans. Ils possèdent notamment le fief de Belvís, et ont aussi des biens dans la région de Salamanque.
La mère de Cortés se nomme Catalina Pizarro Altamirano, fille de Diego Alonso Altamirano, juriste, qui a occupé plusieurs charges officielles, dont celle de maire de Medellín. Sa mère est issue des deux principales familles de Medellin, les Pizarro et les Altamirano.
Hernán Cortés est fils unique. Il n'aime pas beaucoup sa mère, qu'il dépeint comme « dure et mesquine », même s'il lui témoigne du respect. Il est en revanche très complice avec son père. Celui-ci fait partie des « grands d'Espagne »[réf. nécessaire], capables de se montrer fiers et hautains, y compris devant le roi. Ce trait de caractère sera partagé par Hernán.
La légende veut que Cortés ait été un enfant chétif, mais comme la pauvreté de sa famille, sa faiblesse physique est sans doute une légende.

### Formation (1499-1506)
À l'âge de 14 ans, ses parents l'envoient à Salamanque afin qu'il s'instruise auprès de son oncle Francisco Núñez de Valera, grammairien. Il ne reste que deux ans à l'université de Salamanque. Parmi les hypothèses avancées à propos de la brièveté de ses études figurent la maladie, la discipline de fer, l'ennui, le manque d'argent, voire l'appel d'une autre vie ou une jeunesse agitée. Quoi qu'il en soit, il semble que Cortés quitte l'université sans avoir obtenu de diplôme. En revanche, il y acquiert des bases intéressantes en latin, droit et rhétorique, autant d'armes dont il usera par la suite. En attendant, afin d'assurer son quotidien, il travaille comme apprenti notaire à Valladolid.

## Débuts dans le nouveau monde

### Hispaniola (1506-1511)
De retour à Medellín, au grand dam de ses parents, Cortés opte pour la carrière militaire. Il hésite entre les guerres d'Italie et le Nouveau Monde, où à l'époque les Espagnols ne contrôlent que l'île d'Hispaniola.
Il embarque en 1504 ou 1506 pour Hispaniola (Saint-Domingue). Le départ a lieu à Sanlúcar de Barrameda sur un navire de Palos de la Frontera dirigé par Alonso Quintero. Les cinq navires du convoi font route vers La Gomera (îles Canaries), puis vers Hispaniola. La plupart des hommes ayant investi dans la cargaison marchande afin de la revendre au meilleur prix lors de leur arrivée, Alonso Quintero prend des risques afin de distancer les autres navires. Mais ayant cassé son mât, il est contraint de retourner à La Gomera pour réparations. Autre contretemps, le navire perd sa route un moment, de sorte que le navire de Cortés arrive à Hispaniola avec quelques jours de retard sur le reste de la flotte.
À son arrivée sur l'île, Cortés reçoit des terres et des Indiens, afin de développer la colonisation. Sur ses domaines, il pratique l'élevage et acquiert une relative aisance matérielle. Il rencontre Nicolás de Ovando, gouverneur d'Hispaniola, qui lui octroie la charge de notaire à Azua.
En 1509, touché par la syphilis, il ne peut participer à une expédition de conquête.

### Cuba (1511-1519)

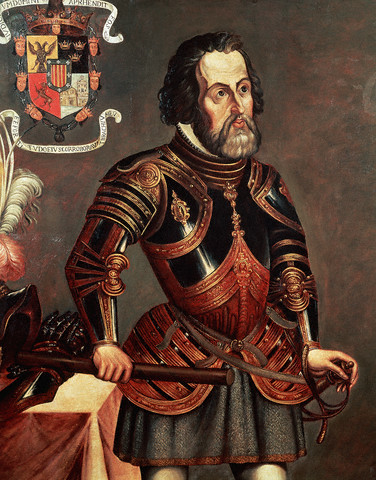
Cortés, futur conquistador de Mexico.

En 1511, Cortés accompagne Diego Velázquez de Cuéllar, parti à la conquête de l'île de Cuba.
Après la conquête, il est nommé alcalde (« maire ») de Santiago de Cuba et reçoit un repartimiento (un don de terres et d'esclaves indigènes). Pourtant, quelque temps après, il est emprisonné pour conspiration contre Velázquez. Libéré, il se marie avec la belle-sœur de ce dernier, Catalina Juárez Marcaida.[pas clair]
À la même époque, les expéditions dans le Yucatán de Francisco Hernández de Córdoba (1517) et Juan de Grijalva (1518) ramènent à Cuba de petites quantités d'or et des histoires de terres lointaines où abonderait le métal précieux. Cortés vend tous ses biens pour acheter des navires et du matériel et passe un accord avec Velázquez, devenu gouverneur de Cuba, pour mener une expédition d'exploration et de commerce avec de nouveaux territoires à l'ouest de Cuba. Mais il s'attire la jalousie de Velázquez qui décide finalement de confier l'expédition à quelqu'un d'autre.

## L'expédition au Mexique (1519)

### Préparatifs et départ de l'expédition
Le 18 novembre 1518, craignant que Velázquez n'annule l'expédition, Cortés fait partir précipitamment son escadre du port de Santiago de Cuba et se rend à Trinidad pour achever ses préparatifs.
Le 10 février 1519, Cortés quitte Cuba avec onze navires et 110 marins, seize cavaliers et 32 chevaux, 518 fantassins, 13 artilleurs avec huit petits canons, dix canons de bronze et quatre fauconneaux, 32 arbalétriers, treize arquebusiers, enfin deux cents Indiens et esclaves noirs comme auxiliaires de troupes.
Le pilote de l'expédition est Antón de Alaminos. Les capitaines sont Alonso Hernández Puertocarrero, Alonso de Ávila (es), Diego de Ordás, Francisco de Montejo, Francisco de Morla (es), Francisco de Saucedo, Juan de Escalante, Juan Velázquez de León, de la famille du gouverneur de Cuba, Cristóbal de Olid et Pedro de Alvarado. Beaucoup sont des vétérans des guerres d'Italie.

Carte de la route de Cortés jusqu'à Mexico-Tenochtitlan.

### Premiers contacts avec les Mayas à Cozumel

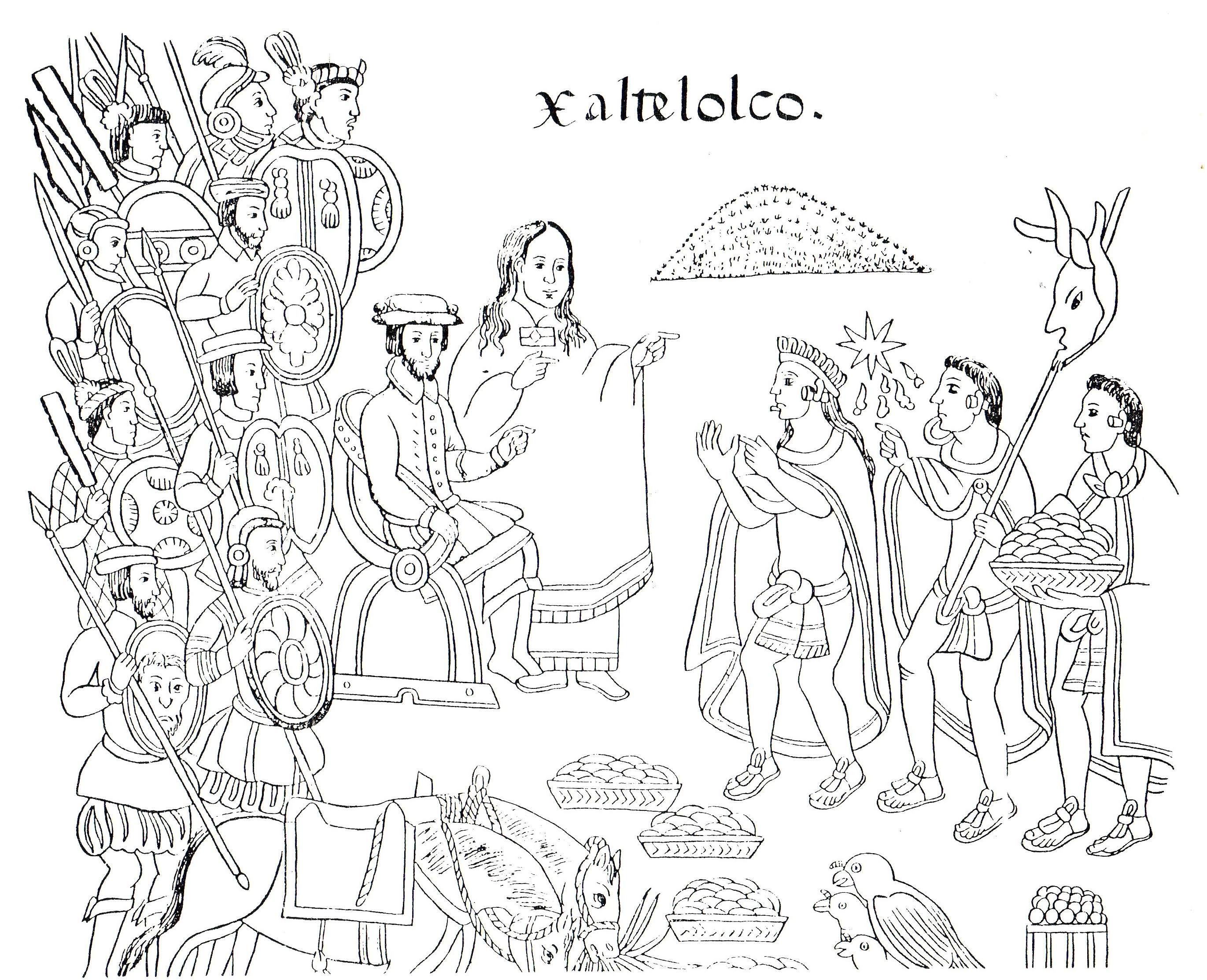
Cortés et la Malinche.

Le premier contact avec les autochtones a eu lieu à Cozumel où les Mayas, qui s'étaient d'abord enfuis, sont invités à regagner leurs demeures. Mais déterminés à remplacer par la religion catholique les cultes païens auxquels étaient fidèles les indigènes (en particulier les sacrifices humains, qui horrifient Cortés), Cortés et ses soldats procèdent à la destruction des statues (les « idoles ») représentant les divinités locales, démontrant ainsi l'impuissance de ces dernières. Sont alors érigées au même emplacement une croix en bois et une statue de la vierge Marie.
Sur cette île, ils retrouvent un Espagnol nommé Gerónimo de Aguilar, diacre. Celui-ci, victime d'un naufrage huit ans plus tôt, a survécu mais a subi la captivité chez les Indiens. « On allait le sacrifier lorsqu'une nuit il put s'enfuir et se réfugier » chez un chef maya dont il est devenu l'esclave. Grâce à une rançon de verroterie[pas clair] envoyée un peu plus tôt par Cortés, au courant de sa captivité, il a pu rejoindre la flotte espagnole, où il apporte sa connaissance du maya yucatèque, servant d'interprète, aux côtés d'une Indienne qui devient peu après la maîtresse de Cortés et qui connait le nahuatl et le maya, La Malinche (en nahuatl Malintzin, de son nom espagnol Doña Marina).

### Combats contre les Mayas sur le continent et rencontre de Malintzin (mars-avril 1519)

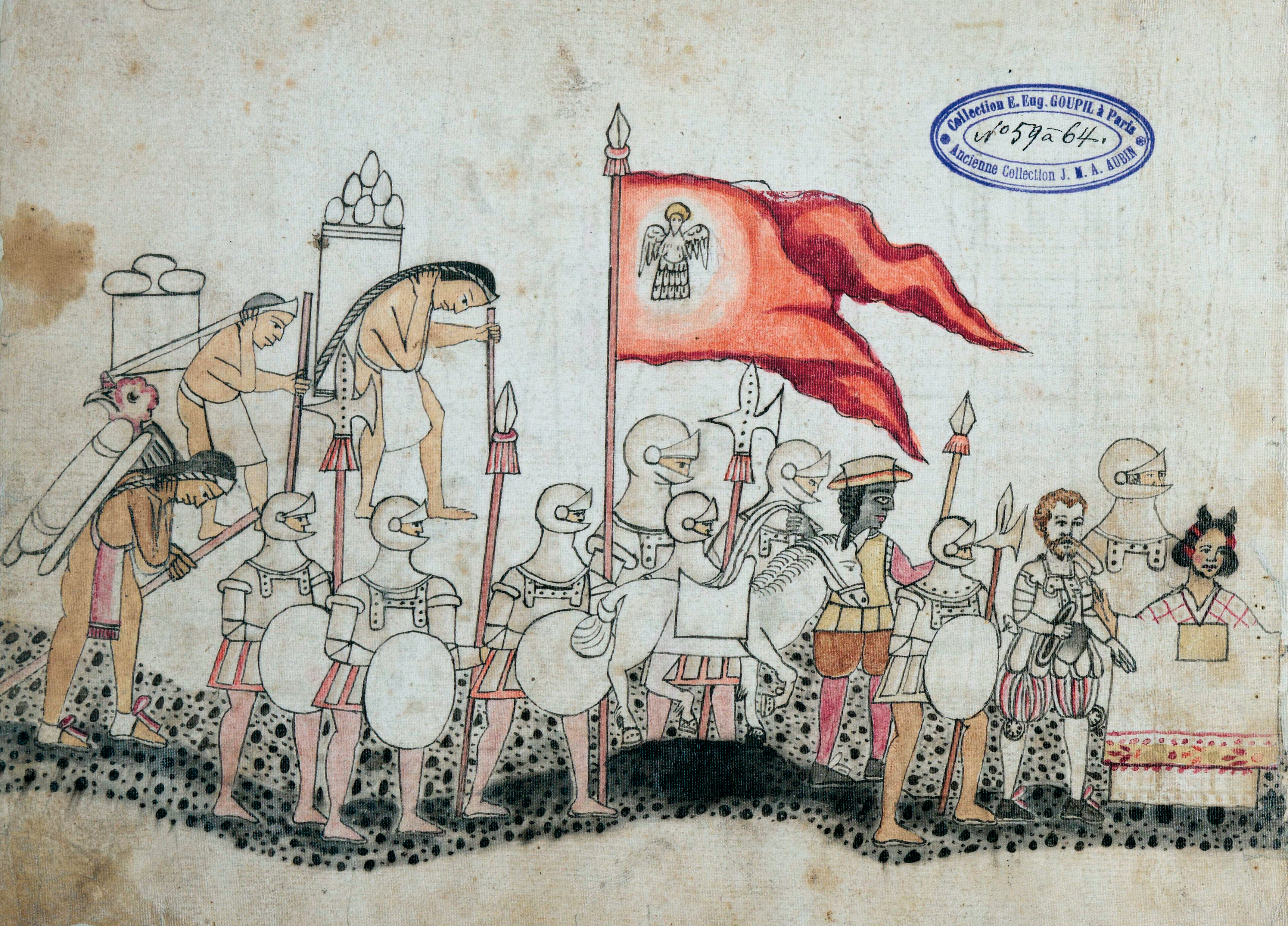
Représentation des Espagnols dans le Codex Azcatitlan.

Après avoir quitté Cozumel, l'escadre contourne la péninsule du Yucatan jusqu'à l'embouchure d'un fleuve baptisé un peu plus tard río Grijalva, où les Espagnols arrivent le 12 mars.
Cette région dirigée par le cacique Taabscob a été explorée l'année précédente par Juan de Grijalva, qui a été bien accueilli par les Mayas. Ceux-ci lui ont fait des présents (or) et lui ont parlé d'un pays qu'ils appellent Mexico.
Cortés en revanche reçoit un accueil plutôt hostile, que Geronimo de Aguilar ne réussit pas à surmonter. Il s'ensuit un engagement le 13 mars et les Espagnols prennent la ville de Potonchan. Cortés prend possession du territoire au nom du roi de Castille. Mais les Mayas refusent de se soumettre et une deuxième bataille a lieu le 14 mars dans la vallée du Centla, impliquant un nombre élevé d'Indiens, qui sont de nouveau vaincus.
Le lendemain, des émissaires de Taabscob viennent devant Cortés en vaincus avec des offrandes de vivres, de bijoux, de tissus et de vingt esclaves, qui seront baptisées plus tard, parmi lesquels se trouve Malintzin. Sa connaissance des langues maya et nahuatl, sa connaissance de la mentalité et des coutumes mexicas, et sa fidélité indéfectible envers les Espagnols, feront d'elle un atout majeur dans la conquête. Elle devient rapidement l'interprète, la conseillère et l'amante d'Hernán Cortés, à qui elle donne un fils baptisé Martín, comme le père de Cortés. Avec Gerónimo de Aguilar, elle remplace l'ancien interprète Melchorejo, repassé du côté des Aztèques, et qui les incite à lutter contre les Espagnols.
Le 25 mars, Cortés fonde une ville : Villa de Santa Maria de la Victoria. Le 16 avril, Taabscob vient en personne faire sa soumission à Cortés.
Les Espagnols entendent de nouveau parler d'un pays situé plus à l'ouest, que les Mayas appellent Mexico.
Quelques jours après, ils quittent la région, laissant la ville à la garde des Mayas. Un peu plus tard, ceux-ci subissent une épidémie de variole meurtrière.

### Contacts avec les Aztèques et avec les ennemis des Aztèques
Cortés se dirige vers l'île de San Juan de Ulúa, très proche de la côte près de l'actuelle Veracruz, le point le plus éloigné que Grijalva ait atteint en 1518.
Suivant la côte en direction du nord-ouest, l'expédition rencontre bientôt des canoës transportant des ambassadeurs de l'empereur aztèque Moctezuma II. Cortés leur montre ses chevaux et ses armes à feu pour les impressionner, mais tâche de les rassurer, en leur parlant de paix. Les émissaires, venus accompagnés de peintres et de dessinateurs, ont pour mission d'aller rendre compte de la présence des Espagnols à leur maître.
Le 21 avril, l'escadre arrive à San Juan, puis débarque sur le continent le 22 avril 1519, jour du vendredi saint (crucifixion de Jésus), établissant un camp temporaire.
Peu de temps après, les émissaires aztèques reviennent avec de nouveaux présents et Cortés demande à rencontrer l'empereur.
Mais viennent aussi d'autres Indiens, originaires de Cempoala, qui se présentent à Cortés comme ennemis des Aztèques et qui souhaitent que les Espagnols les aident à se libérer du joug aztèque. Cortés, s'inspirant de la stratégie de César au cours de la conquête de la Gaule, va s'efforcer d'utiliser les rancœurs et la haine qui existent entre les peuples indigènes.
Désormais, il a pour objectif d'essayer de s'emparer des terres et des richesses dont semble regorger ce pays, au vu des présents apportés par les ambassadeurs de Moctezuma II. Ayant entendu parler du mythe aztèque du retour de Quetzalcóatl, il décide sur les conseils de la Malinche d'en tirer profit, d'autant plus que les ambassadeurs continuent de lui refuser de rencontrer Moctezuma II. Il s'attribue donc le rôle d'un messie destiné à régner sur le Mexique.[source insuffisante]
Mais il doit d'abord imposer sa volonté et son autorité aux officiers et soldats fidèles au gouverneur Velázquez : selon eux Cortés n'a pas l'autorisation de coloniser ce territoire. Ils doivent rentrer à Cuba une fois l'expédition terminée. Malgré l'attrait des richesses de Tenochtitlan, la majorité des officiers et de la troupe s'oppose à Cortés.

### Fondation de Vera Cruz (9 juillet)

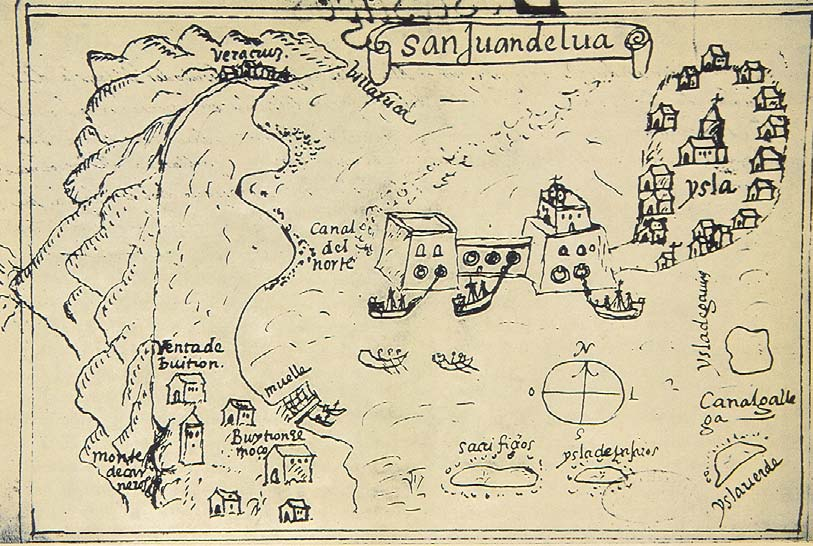
Gravure du XVIe siècle localisant Saint-Jean-d'Uloa et Veracruz.

Le 9 juillet 1519, il commence par transformer le campement où les Espagnols se trouvent, en ville, à laquelle il donne le nom de Villa Rica de la Vera Cruz (« La riche ville de la véritable croix »), aujourd'hui Veracruz, les Espagnols y ayant débarqué un Vendredi saint. Les nouveaux habitants demandent à Cortés qu'il se proclame capitaine général, dépendant directement du roi et non plus de Velázquez, qui n'a pas de pouvoir sur ces côtes. Se faisant supplier, il accepte la charge. Il nomme un maire, des régisseurs, des gendarmes, et un trésorier. En se libérant de l'autorité du gouverneur de Cuba, il constitue ainsi la deuxième ville européenne de la « terre ferme » (la première étant Santa María la Antigua del Darién en 1509), mais se met aussi dans une certaine illégalité.
Entre-temps, arrive la nouvelle de la nomination par les Cortes de Diego Velázquez, comme gouverneur du Yucatan. Pour contrer cela, il envoie en Espagne ses fidèles Montejo et Alonso Hernández Puertocarrero, avec plusieurs pièces du butin amassé jusque-là, dans l'espoir d'obtenir sa nomination à la place de Velázquez. Ces objets aztèques, parvenus à Charles Quint, sont emmenés aux Pays-Bas et exposés en 1520 à Bruxelles où ils sont l'objet de l'intérêt du peintre Albert Dürer.
À Veracruz, les partisans de Velàzquez et les mécontents s'agitent. Certains souhaitent rentrer à Cuba pour dénoncer les agissements de Cortés, d'autres aimeraient revoir leurs familles ou sont mécontents de ne pas avoir amassé suffisamment d'or. C'est ainsi qu'ils décident de voler un bateau pour rentrer à Cuba. Dénoncés par l'un des conspirateurs repenti, ils sont châtiés par Cortés : Pedro Escudero et Juan Cermeño sont condamnés à mort par pendaison, Gonzalo de Umbria, le pilote, a les pieds mutilés, et les matelots reçoivent 200 coups de fouet.

### Cortés «brûle ses vaisseaux»

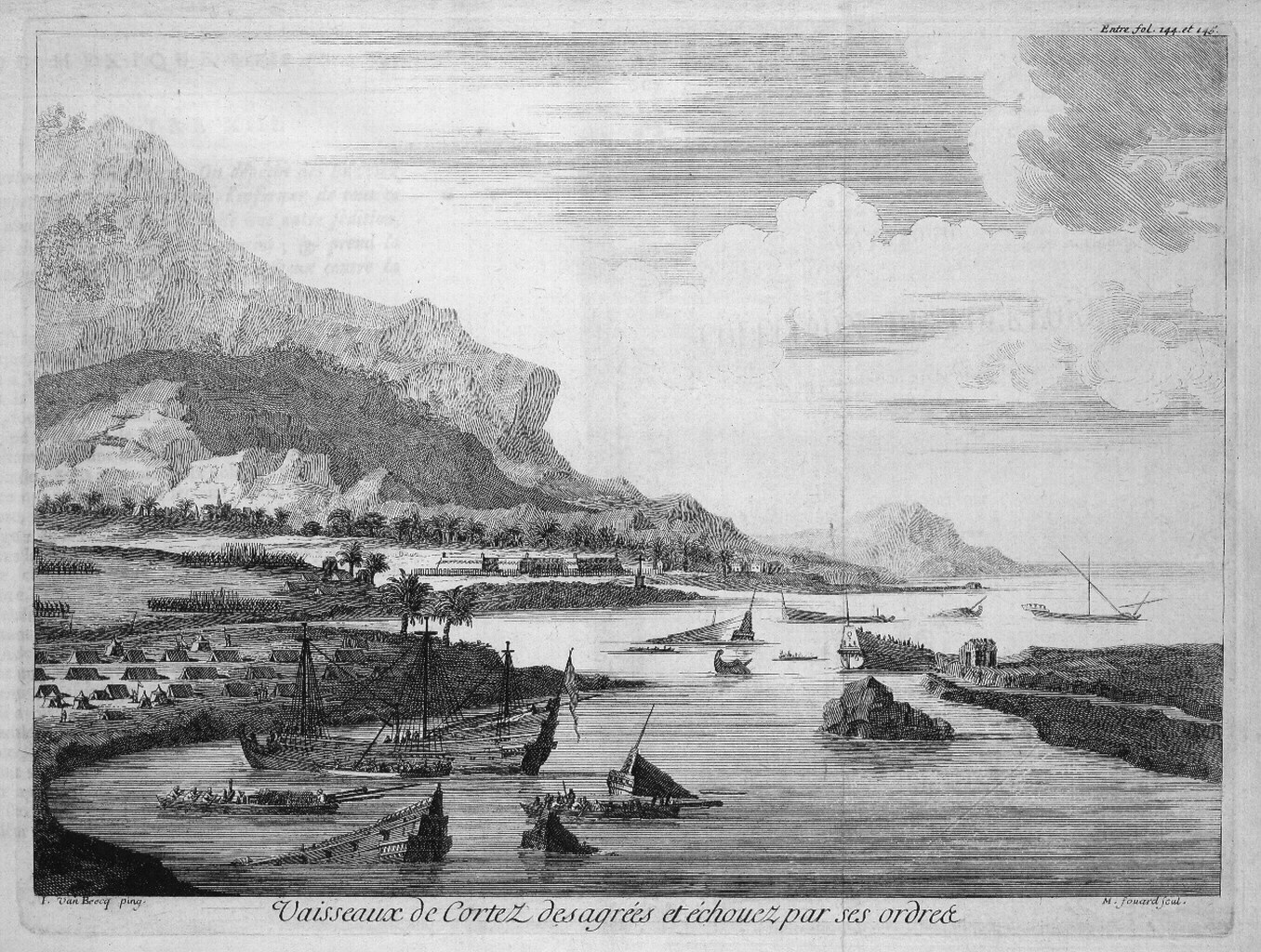
Cortés fait échouer les navires (Illustration de Van Beecq).

Cet incident pose un problème à Cortés. En effet, il souhaite découvrir les terres et aller à la rencontre de Moctezuma, mais il ne peut pas se permettre de laisser les marins et les navires à Veracruz, risquant d'avoir des désertions vers Cuba dès qu'il aura le dos tourné. Il se trouve à ce moment-là dans la ville de Cempoala avec ses capitaines. Il leur expose la situation et, très vite, les capitaines lui suggèrent l'idée de détruire tous les navires. Cela empêcherait les départs vers Cuba, mais aussi et surtout, cela permettrait de renforcer l'expédition terrestre avec une centaine d'hommes (maîtres, pilotes, matelots…). Juan de Escalante reçoit alors l'ordre de partir pour Veracruz. Sa mission consiste à récupérer sur les navires tout ce qui peut être utile (ancres, câbles, voiles…), puis à les faire échouer (en ne conservant que les bateaux). Les marins les plus vieux sont assignés à Veracruz, notamment pour aller pêcher et permettre de nourrir la ville. Tous les autres sont regroupés par Juan de Escalante qui forme une compagnie d'une centaine d'hommes et rejoint Cortés à Cempoala.
Sur la forme physique que prend la destruction des bateaux, les sources utilisent l'expression barrenar (littéralement, saborder) et dar de través (retourner le bateau, le mettre sur le flanc). Les deux procédés furent probablement utilisés.
Depuis le début, certains biographes de Cortés ont glorifié excessivement cet acte en faisant croire que les bateaux avaient été brûlés. L'expression « brûler les navires » (quemar las naves, en espagnol) est toujours utilisée pour dire qu'il n'est plus possible de rebrousser chemin, ce qui correspond à l'expression française « brûler ses vaisseaux ».

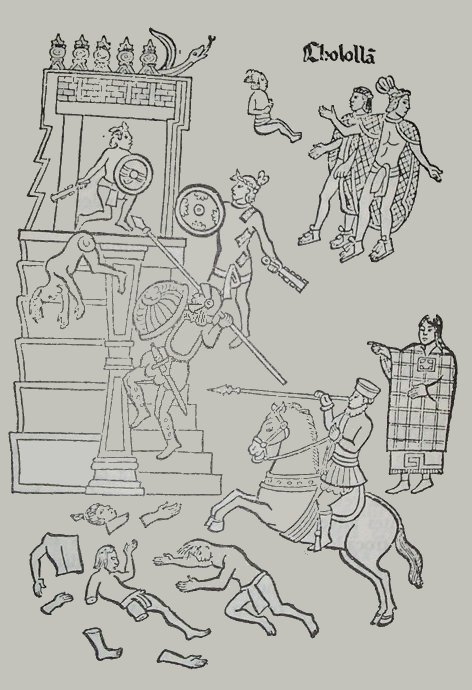
Le massacre de Cholula, d'après le Lienzo de Tlaxcala.

On peut souligner que Cervantès, dans le chapitre VIII de la deuxième partie de son Don Quichotte, compare ce fait à d'autres actes héroïques tel César franchissant le Rubicon : « ...¿quién barrenó los navíos y dejó en seco y aislados los valerosos Españoles guiados por el cortesísimo Cortés en el Nuevo Mundo?... » (« qui saborda les navires et laissa isolés et à sec les valeureux Espagnols guidés par le très courtois Cortés dans le Nouveau Monde ? »). Ce qui prouve qu'en 1615, on pensait toujours qu'il avait fait forer et non brûler ses navires. La mise à feu fut une mystification postérieure destinée à donner un aspect plus pompeux au succès.

### La marche vers Tenochtitlan: Tlaxcala et Cholula
Quoi qu'il en soit, l'expédition terrestre est prête, et la marche vers l'intérieur commence le 16 août 1519, tout en laissant Gonzalo de Sandoval, avec une centaine d'hommes, protéger Vera Cruz.
La première surprise est le changement de climat sur les plateaux, beaucoup moins chaud que celui de la côte et des îles ; la deuxième est de découvrir l'existence de vallées fertiles.
Cortés se heurte d'abord à l'État de Tlaxcala, république indépendante, ennemie héréditaire de l'Empire aztèque, mais dont les forces attaquent ses troupes (2 septembre 1519). Il remporte la bataille, notamment grâce à la supériorité de son armement (arbalètes, épées d'acier, armes à feu) ainsi qu'à un élément de guerre psychologique inattendu : le cheval, inconnu des Indiens et qui leur fait très peur. Les Espagnols sont également avantagés par leur façon de combattre : ils cherchent à tuer, alors que les Indiens tentent de neutraliser leurs adversaires, afin de les offrir en sacrifice aux dieux.
Après sa victoire, Cortés tente de rallier les Tlaxcaltèques à sa cause. S'ils acceptent de devenir ses alliés soumis, il leur pardonnera leur attaque ; dans le cas contraire, il les anéantira. Les Tlaxcaltèques donnent leur accord et après quelques semaines de repos, Cortés peut poursuivre son chemin, avec le renfort de 2 000 combattants tlaxcaltèques et peut-être autant de porteurs.
À son arrivée à Cholula, une ville sacrée de l'empire de Moctezuma II, les Espagnols reçoivent un accueil grandiose. C'est en fait une ruse, les Aztèques ayant prévu d'éliminer les Espagnols pendant leur sommeil. Mais une vieille dame, désireuse de sauver la Malinche, lui confie ce qui se trame. La Malinche s'empresse d'avertir Cortés, qui, sans vérifier l'information, décide de mener une attaque préventive.
Les Espagnols massacrent d'abord les nobles, incendient la ville et tuent entre 5 000 et 6 000 habitants. C'est un des plus grands massacres qui aient été menés par Cortés : aujourd'hui encore, son souvenir est vivace au Mexique. Cortés adresse un message à Moctezuma et justifie son action par le manque de respect de la part des autorités de Cholula. Il lui annonce que si Moctezuma le traite avec respect et lui offre de l'or, il n'aura pas à craindre sa colère.
Reprenant sa marche vers Tenochtitlan, la troupe de Cortés passe devant les volcans Popocatepetl et Iztaccíhuatl. Trois Espagnols, dont Diego de Ordás, un des capitaines de Cortés, atteignent le sommet du Popocatepetl, ce qui impressionne beaucoup les Indiens accompagnant l'expédition.

## Premier séjour à Tenochtitlan (novembre 1519-juin 1520)

### L’entrée à Tenochtitlan (novembre 1519)

La vallée de Mexico vers 1519.

L'entrée dans la capitale aztèque a lieu le 8 novembre 1519. Cortés est accueilli à Tenochtitlan avec la pompe requise pour une personnalité hors du commun.
Moctezuma a fait préparer le palais de son père, Axayacatl pour héberger les Espagnols et leurs alliés. Pour de nombreux espagnols, Tenochtitlan est la plus magnifique ville qu'ils aient jamais vue.
Cortés demande davantage d'or et Moctezuma promet d'offrir d'égales quantités à Cortés et au roi d'Espagne chaque année à venir.
Cortés demande aussi qu'une statue soit retirée de l'un des deux principaux temples de la cité pour qu'une chapelle dédiée à la Vierge soit érigée à la place. Toutes ces exigences sont acceptées.

### La prise en otage de Moctezuma

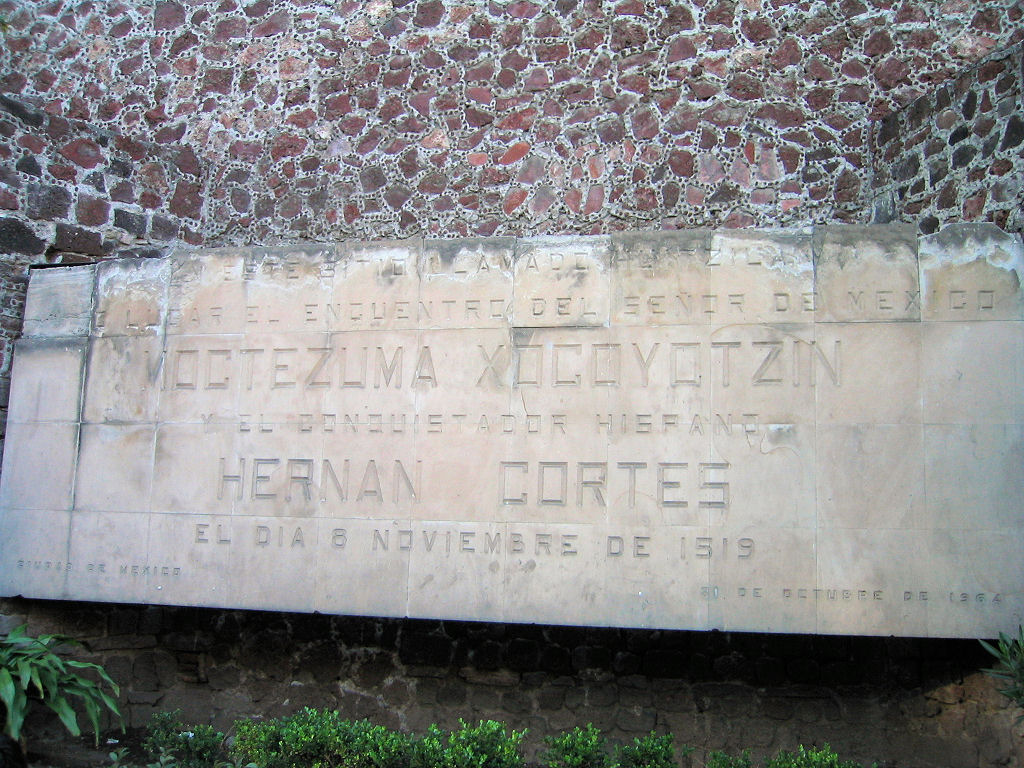
Monument commémorant la rencontre entre Moctezuma et Cortés à Mexico-Tenochtitlan.

Résidant dans le palais d’Axayacatl, les Espagnols veulent également y faire construire une chapelle. L'empereur ayant donné son accord, les capitaines se mettent à la recherche d'un lieu approprié. C'est alors qu'un soldat (qui était également charpentier) remarque l'existence d'une porte secrète, que les Aztèques avaient tenté de camoufler peu avant.
Cortés, accompagné de quelques officiers, entre dans la salle, et découvre l'énorme trésor qu'Axayacatl a amassé durant son règne.
C'est à ce moment que Cortés commence à craindre que les Aztèques ne cherchent à les assassiner. Quatre capitaines et douze soldats[réf. nécessaire] lui suggèrent de prendre l'empereur en otage pour garantir leur sécurité. Aucune décision n'est prise dans l'immédiat, mais les nouvelles de Veracruz vont changer les choses.
En effet, Cortés apprend que des guerriers mexicas ont pris d'assaut Veracruz, et tué Juan de Escalante, le maire, six Espagnols et plusieurs des alliés autochtones.
Pour les Aztèques et autres peuples voisins, cela signifie que les Espagnols ne sont pas des « Teules » invincibles, mais de simples êtres humains. Un soldat espagnol nommé Argüello prisonnier est sacrifié et sa tête est envoyée à l'empereur.
C'est alors que Cortés décide de s'emparer de Moctezuma comme otage. Il demande également que les auteurs de l'attaque de Veracruz soient punis. Amenés devant Moctezuma, ces derniers affirment qu'ils ont agi sur ordre de l'empereur. Ils sont condamnés à mort et brûlés sur un bûcher.
Cortés obtient de Moctezuma qu'il se déclare vassal de Charles Quint.

### L'intervention de Panfilo de Narvaez contre Cortés (avril 1520)
Quelques jours plus tard, Cortés est informé de l'arrivée de dix-huit navires espagnols à Veracruz.
Cortés pense d'abord qu'il s'agit de renforts envoyés par Charles Quint. Mais il s'agit en fait d'une expédition commanditée par Diego Velázquez de Cuéllar contre Cortés et dirigée par Pánfilo de Narváez, un des officiers les plus proches du gouverneur de Cuba.
Rejeté par le maire de Vera Cruz, Gonzalo de Sandoval, qui arrête ses émissaires et les envoie à Mexico, Narvaez s'installe à Cempoala (à 20 km au nord de Vera Cruz), où il reçoit des émissaires proches de Moctezuma. Il les informe que Cortés est considéré comme un rebelle par le roi d'Espagne et que les Aztèques ne lui doivent aucune obéissance.
Confronté à cette urgence, Cortés décide d'attaquer Narvaez : il laisse une centaine d'hommes à Tenochtitlan, sous les ordres de Pedro de Alvarado et prend la tête du reste de la troupe, environ trois cents Espagnols et plusieurs centaines de guerriers autochtones, pour rejoindre Gonzalo de Sandoval, puis affronter Narváez.
Le 24 mai 1520, il attaque par surprise ses adversaires à Cempoala et l'emporte. Il s'empare de Narváez, qui restera prisonnier à Vera Cruz jusqu'en 1523. Il réussit à convaincre ses soldats de se joindre à lui en leur parlant des richesses de Tenochtitlan.

## La conquête de l'Empire aztèque (1520-1521)

### La rébellion aztèque (juin 1520)
Alors que Cortés est occupé à combattre Narvaez, Alvarado, à Tenochtitlan, croit déceler une menace contre ses troupes. Il profite d'une fête pour massacrer les Aztèques présents. La population, sous la direction des caciques et de Cuauhtémoc, se rebelle alors contre les Espagnols qui se retrouvent assiégés dans leur palais.
Le 24 juin 1520, l'armée de Cortés revient à Tenochtitlan. Le frère de Moctezuma, Cuitláhuac, est libéré en signe d'apaisement, mais ce dernier se met aux côtés des insurgés afin d'écraser les Espagnols. Cuauthémoc est élu empereur à la place de Moctezuma, toujours emprisonné.
Cortés ordonne alors à Moctezuma de parler à son peuple depuis un balcon pour qu'il accepte de laisser les Espagnols repartir vers la côte. Moctezuma lui obéit, mais est tué sur le balcon, dans des conditions obscures : selon certaines sources, il reçoit des pierres qui le blessent grièvement ; selon d'autres il est frappé par un Espagnol. Il meurt quelques jours plus tard.

### Le départ: laNoche Triste(30 juin)
Toujours assiégés, les Espagnols voient leurs réserves diminuer. Pour Cortés, l'unique chance de salut est la sortie des armes à la main. C'est ce qu'il décide de faire dans la nuit pluvieuse du 30 juin au 1er juillet 1520, surnommée la Noche Triste.
Les Espagnols sont lourdement chargés, souhaitant emporter le maximum d'or possible. Avançant au milieu des Aztèques, beaucoup plus nombreux, ils tentent de sortir du piège que constitue Tenochtitlan.
Le combat est meurtrier. Environ 400 Espagnols (les estimations vont de 150 à 800 morts) et près de 2 000 alliés sont tués.
La grande majorité des Espagnols qui ne se sont pas noyés seront sacrifiés aux dieux.
L'arrière-garde est presque anéantie. Pedro de Alvarado, chef de cette arrière-garde, se serait sauvé de justesse grâce à un saut prodigieux à l'aide de sa pique. Presque tout le matériel et le butin est abandonné sur place : chevaux, pièces d'artillerie et une grande partie du trésor.
Cortés parvient à s'échapper de justesse. Désarçonné, il est sur le point d'être englouti par la masse des combattants aztèques, mais il est sauvé par deux conquistadors in extremis.

### La retraite et la bataille d'Otumba (7 juillet)

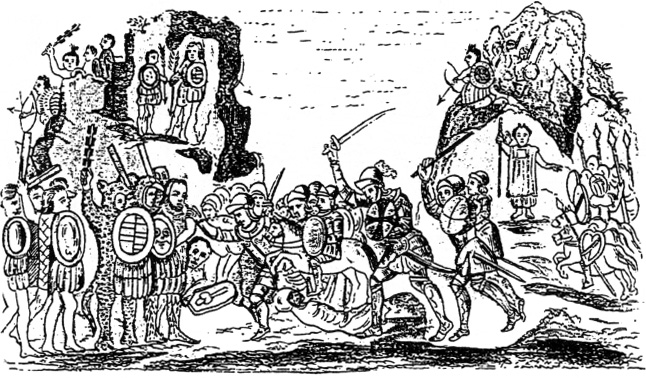
Représentation de la bataille d'Otumba.

Le trajet des Espagnols après la Noche Triste.

Poursuivis par les Indiens, les Espagnols épuisés, moins nombreux et désormais très mal équipés, sont contraints de livrer bataille le 7 juillet, à Otumba (Otompan), à 30 km au nord-est de Mexico. Contre leur attente, les Aztèques se heurtent à une résistance acharnée des Espagnols, qui préfèrent la mort aux supplices infligés aux prisonniers ; la bataille est marquée par une charge désespérée des Espagnols qui tuent le général ennemi. Les Aztèques se débandent alors et les Espagnols peuvent poursuivre leur retraite.

### Siège et conquête de Tenochtitlan
Cortés profite du soutien indéfectible des Tlaxcaltèques (un retournement de ceux-ci aurait mis fin à l'épopée de Cortés et de sa petite troupe) pour rallier tous les Indiens ennemis des Aztèques et préparer sa revanche en rassemblant une armée digne de ce nom.
Il prépare une attaque à la fois terrestre et lacustre, la ville de Tenochtitlan se trouvant sur un lac.
Le siège commence le 30 mai et se termine au bout de soixante-quinze jours, après des combats qui détruisent une partie de la ville. Le nombre de victimes aztèques est compris, selon les estimations, entre 120 000 et 240 000 morts, dont 40 000 dans les combats.
Après avoir tenté de s'enfuir clandestinement, l'empereur Cuauhtémoc est capturé par les Espagnols le 13 août 1521. Présenté devant Cortés, le souverain mexica lui aurait demandé « de lui ôter une vie désormais inutile ». Il est torturé avec Tlacotzin, son Cihuacoatl, et Tetlepanquetzal, tlatoani de Tlacopan, les Espagnols voulant savoir où les Aztèques ont caché leurs trésors. Hernán Cortés aurait participé personnellement à leur interrogatoire[source insuffisante]. Mais les trois hommes ne donnent aucun renseignement.

## Cortés seul maître de la Nouvelle-Espagne (1521-1528)

### Le statut de Cortés après la conquête
La prise de Mexico place Cortés dans la situation de dirigeant de fait de l'empire aztèque, auquel il propose de donner le nom de « Nouvelle Espagne » dans une lettre adressée à Charles Quint.
En ce qui concerne la couronne de Castille, il détient seulement le titre de « capitaine général », qu'il s'est fait attribuer à Vera Cruz en 1519 et qui est entériné par Charles Quint en 1522.

### La fondation de Mexico (1524)
Très rapidement, il décide de fonder une ville espagnole de Mexico (ciudad de Mexico). En attendant l'achèvement des travaux, dirigés par l'architecte Alonso Garcia Bravo, il s'installe à Coyoacán.
Des anciens bâtiments, seul le palais de Moctezuma est conservé, devenant la résidence du capitaine général. Pour les autres, leur destruction est achevée et un système de rues en damier est mis en place. La ville est formée d'un quartier central réservé aux Espagnols, protégé par un canal et des pont-levis, et de quatre quartiers indigènes. En 1524, Mexico est habitée par 3 000 Espagnols et 30 000 indigènes.

### Les expéditions vers le Honduras: Olid et Las Casas (1524)
De Mexico, Cortés envoie vers le Honduras (alors appelé las Hibueras) d'abord Cristóbal de Olid qui, arrivé sur place, se rebelle contre lui. Cortés envoie alors une expédition punitive (Francisco de las Casas), puis part lui-même à la tête d'une troisième expédition, avant de savoir que la seconde a atteint ses objectifs. L'expédition de Cortés est marquée par de très graves difficultés et par la mort de Cuauhtémoc, emmené en otage.

#### La trahison de Cristobal de Olid
À Mexico, Cortés entend parler des richesses de las Hibueras. Il s'intéresse aussi à un détroit, signalé par le pilote Juan de la Cosa dès 1500, détroit « qui dans l'opinion de beaucoup de pilotes permet le passage à l'autre mer », c'est-à-dire de l'océan Atlantique à l'océan Pacifique.
Au début de 1524 une expédition part vers le Honduras, sous le commandement de Cristóbal de Olid, avec cinq navires et de l'artillerie, 400 hommes et 30 chevaux. Olid doit d'abord passer par Cuba pour récupérer des chevaux et des munitions supplémentaires achetés par Cortés, qui finance intégralement l'expédition.
À Cuba, Olid entre en contact avec le gouverneur Diego Velázquez, qui veut priver Cortés des découvertes éventuelles de cette expédition. Aussi, incite-t-il Olid à se libérer de la tutelle de Cortés et à prendre possession des terres du Honduras au nom du roi d'Espagne.
Le 3 mai 1524, Olid débarque au Honduras et fonde la ville de Triunfo de la Cruz (es) (« Triomphe de la Croix »). Il proclame alors qu'il rejette l'autorité de Cortés, avec l'accord de ses soldats, dont une grande partie ont fait partie de l'expédition de Narváez en 1519.

#### Francisco de las Casas (1524) et l'exécution d'Olid
En juin 1524, Cortés est informé de cette rébellion et met sur pied une expédition, qu'il confie à son cousin Francisco de las Casas. Composée également de cinq navires, avec une centaine d'hommes, elle a pour mission d'appréhender et de punir Cristóbal de Olid.
Une tempête ayant envoyé les navires à la côte, ils tombent entre les mains de Olid. Francisco de las Casas est capturé, mais grâce à quelques soldats fidèles à Cortés, il s'échappe, puis parvient à s'emparer de Cristóbal de Olid.
Blessé au cours de l'affrontement, ce dernier est jugé, condamné à mort et exécuté en public sur la place de Naco.

### L'expédition de Cortés (1524-1526)

#### Le départ (1524)
Craignant que Francisco de las Casas ait échoué, Cortés se met à la tête d'une nouvelle expédition, se heurtant à la plupart de ses capitaines, qui ne voient pas d'un bon œil son départ de Tenochtitlan. Bernal Díaz del Castillo écrit : 
« Le facteur Salazar et le contrôleur Chirinos qui devaient demeurer à Mexico, décidèrent de faire amitié avec le licencié Zuazo et Rodrigo de Paz et tous les conquistadors vieux amis de Cortés qui restaient à Mexico, et tous ensemble ils demandèrent à Cortés de ne pas quitter Mexico et de gouverner le pays ; ils lui firent valoir que la Nouvelle-Espagne tout entière se révolterait ; et à ce propos, il y eut de longues discussions... »

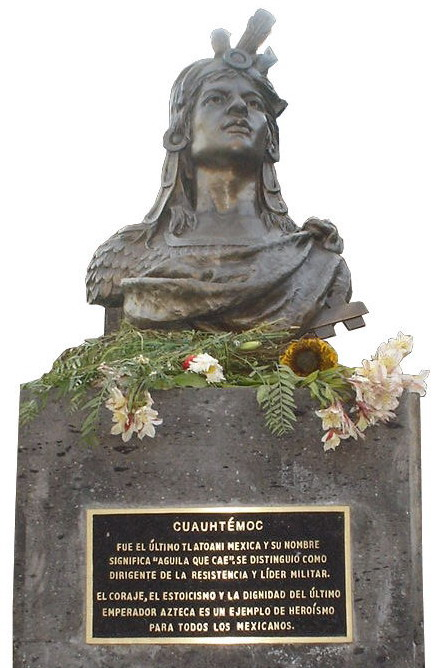
Statue de Cuauhtémoc, pendu pendant l'expédition.

Malgré cela, Cortés maintient sa décision. Il prend cependant la précaution d'emmener avec lui plusieurs chefs indiens, notamment l'ex-empereur Cuauhtémoc, ainsi que Tepanquezatl, seigneur de Tlacopan. Il espère ainsi limiter le risque de révolte. Pour cette expédition, il peut compter sur ses fidèles, parmi lesquels Gonzalo de Sandoval, Pedro de Solis, Juan Jaramillo, Hernán López de Avila ou encore Bernal Díaz del Castillo, qui indique que l'expédition se compose d'environ 250 soldats, 130 cavaliers, quelques dizaines d'arbalétriers et arquebusiers, 3 000 auxiliaires indiens, auxquels il faut ajouter les serviteurs indiens.

#### Difficultés de l'expédition et mort de Cuauhtémoc (février 1525)
Cette fois, Cortés choisit de mener une expédition terrestre. Il quitte Mexico pour Coatzacoalcos, partie du voyage qui se passe sans encombre. Cortés décide alors de poursuivre par terre, alors qu'il avait pris l'engagement auprès de ses capitaines de prendre la mer à partir de cette ville. Les premières difficultés apparaissent entre Coatzacoalcos et Ayagualulco, avec la nécessité de construire des canots, et surtout un pont de près de 500 mètres pour traverser le fleuve Candelaria. Le chemin devient de plus en plus difficile, avec des marécages, une jungle hostile et dangereuse (serpents, araignées, etc.), le manque de nourriture, etc.
C'est dans ce contexte qu'arrive aux oreilles de Cortés une rumeur de complot fomenté par Cuauhtémoc. Sa réaction est immédiate : il obtient les aveux de Cuauhtémoc, qui est jugé et condamné à mort, puis pendu près d'Itzamkanac (site connu sous le nom d'El Tigre, sur la rive droite de la rivière Candelaria), capitale du royaume d'Acalan, en février 1525, en compagnie de Tepanquezatl. Malgré les aveux, il semblerait que cette affaire ait surtout été un prétexte pour éliminer Cuauhtémoc. C'est ce qui ressort des propos sévères de Bernal Díaz del Castillo.

#### Fin et bilan de l'expédition de Cortés (1525-1526)
L'expédition poursuit sa route, toujours faite de privations et d'énormes difficultés, puisqu'il faut se frayer un passage à la machette et à l'épée dans l'épaisse jungle, quand ce n'est pas la traversée de marécages ou de fleuves.
En mars 1525 a lieu l'épisode de la blessure du cheval de Cortés, Morzillo. dans la région du lac Petén Itzá (actuel Guatemala). Le cheval est confié au cacique des Indiens Itzá, chez qui il meurt peu après, devenant une divinité de leur panthéon nommée « Tziminchác », avec une statue installée près du lac (ville actuelle de Flores).
Parvenu à San Gil de Buena Vista, un village de 40 habitants fondé par Gil González Dávila, Cortés apprend la réussite de l'expédition de Francisco de las Casas. Il se rend alors à Puerto de Caballos et fonde la ville de Natividad, aujourd'hui connue sous le nom de Puerto Cortes, puis rejoint Trujillo.
Cortés termine ainsi cette désastreuse expédition (un long calvaire de deux ans et demi[pas clair]), au cours de laquelle il n'a rien découvert d'intéressant, si ce n'est la géographie des lieux, au prix d'un lourd tribut : des dizaines de morts et l'ombre de l'assassinat de Cuauhtémoc.

#### La situation à Mexico en l'absence de Cortés
En ce qui concerne Mexico, le départ de Cortés apparaît comme une grosse erreur politique, puisqu'il a laissé la capitale aux mains non pas de proches compétents pourtant disponibles, mais de quatre officiers royaux[Qui ?], qui, une fois Cortés parti, s'entredéchirent, puis profitent de leur pouvoir de façon abjecte[réf. nécessaire].
Lorsqu'une rumeur annonce que Cortés a péri dans la jungle du Honduras, ils n'hésitent pas à confisquer ses biens et ceux de ceux qui sont partis avec lui, pour se les répartir entre eux-mêmes et entre les conquistadors restés sur place.
Averti, Cortés parvient à rétablir la situation, mais il perd alors le contrôle total qu'il avait sur l'ancien empire Aztèque.

## La période de l'audiencia de Mexico (1528-1535)
La structuration administrative des territoires conquis est assez lente : en 1528 seulement est créée l'audiencia de Mexico, confiée à Nuño Beltrán de Guzmán (1490-1544 ou 1558).

### Relations entre Cortés et le président de l'audiencia
Guzman, fonctionnaire civil le plus élevé en Nouvelle-Espagne, cherche à établir son autorité en s'attaquant à celle de Cortés, notamment par voie judiciaire. Mais il n'arrive pas à ses fins.
En 1529, Cortés se rend en Espagne pour négocier avec la Couronne les conditions de l'exploration de la « Californie », territoire encore très peu connu, en particulier en ce qui concerne les terres qui lui reviendront. C'est à cette époque que Cortés est récompensé pour ses conquêtes par le titre de marquis de la Vallée d'Oaxaca.
En 1530, Guzman est remplacé par Sebastián Ramírez de Fuenleal, évêque d'Hispaniola et président de l'audiencia de Saint-Domingue. Guzman entre alors dans une forme de rébellion et quitte Mexico à la tête d'un groupe de mécontents pour conquérir les régions du nord-ouest.
Il crée une principauté de fait, qu'il appelle Nouvelle-Galice. Il se trouve alors en bonne position pour gêner les expéditions projetées vers la Californie.

### Les expéditions vers la «Californie»

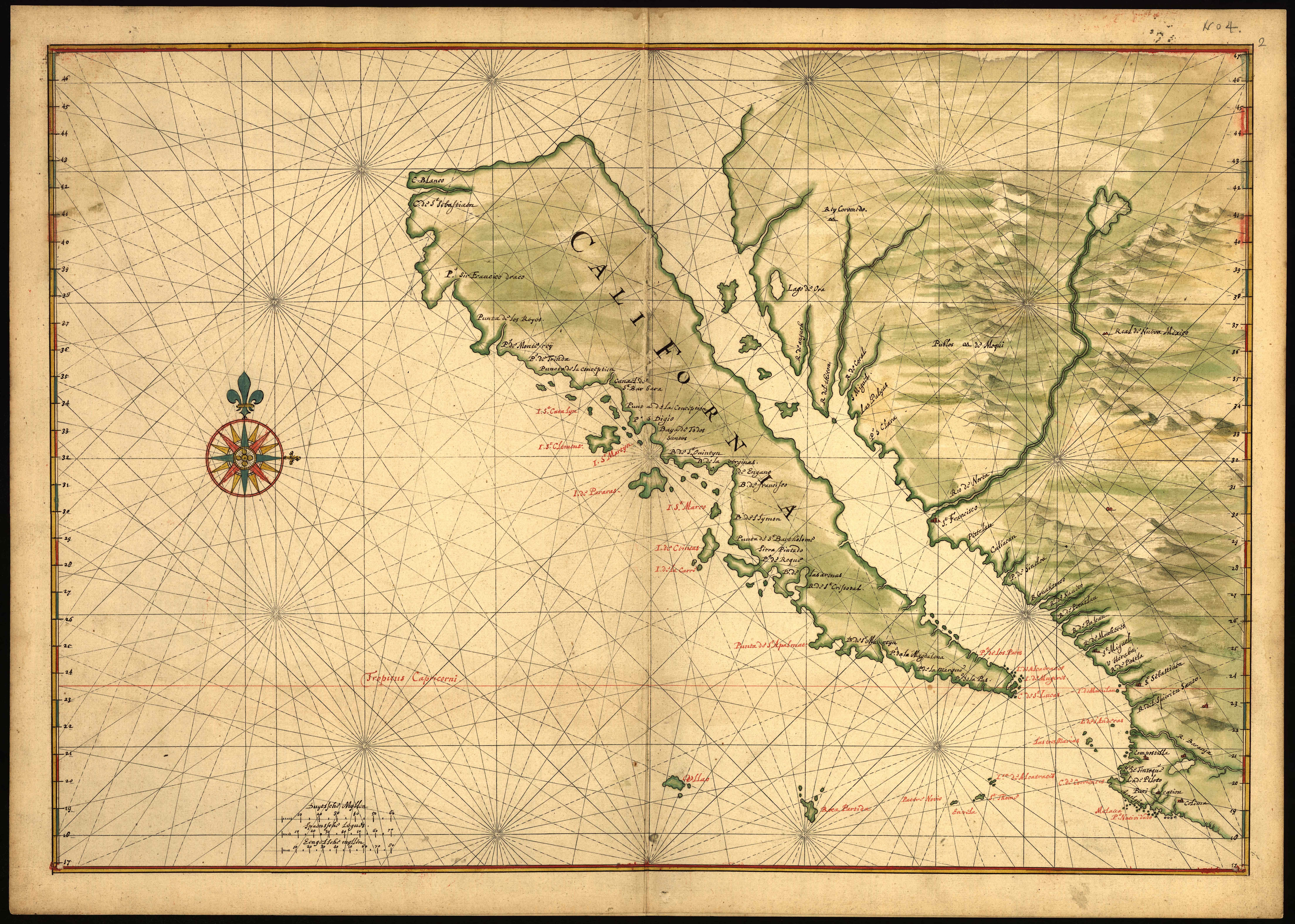
L'île de Californie, carte du XVIIe siècle.

#### La découverte de la Californie
Le terme de « Californie » apparaît d'abord dans la littérature au début du XVIe siècle, dans une suite espagnole du roman Amadis de Gaule :

« Sache qu'à main droite des Indes il y a une île appelée Californie très proche du bord du paradis terrestre ; elle est peuplée de femmes noires, sans aucun homme parmi elles, car elles vivent à la façon des Amazones. Elles avaient de beaux et robustes corps, un courage plein de fougue et une grande force. Leur île était la plus forte du monde, avec ses côtes rocheuses et ses falaises escarpées. Leurs armes étaient toutes en or, du même métal qu'étaient fait les harnais des bêtes sauvages qu'elles avaient l'habitude de dresser pour les monter, car dans toute l'île il n'y avait d'autre métal que l'or. »

— Garci Rodríguez de Montalvo, Las Sergas de Esplandián, Séville, 1510
Il s'agit alors d'un territoire mythique quoique localisé en Amérique (actuels États du sud-ouest des États-Unis), mais dont l'exploration est sans doute envisagée rapidement par Cortés, qui, dans sa quatrième carta de Relación (15 octobre 1524), parle à Charles Quint de la préparation d'embarcations pour explorer de nouveaux territoires de la « Mer du Sud » (l'océan Pacifique). Cependant ce projet est retardé par les expéditions terrestres des années suivantes.
Ce n'est qu'après son séjour en Espagne (1529-1530) que l'exploration de la Californie commence. La découverte réelle commence par la péninsule de Basse-Californie, attribuée à Hernán Cortés, bien que le premier Européen à y débarquer (1534) ait été le marin Fortún Ximénez, pilote de la Concepción, navire armé par Cortés. Mais Ximénez étant arrivé là à la suite d'une mutinerie ayant entraîné l'assassinat du capitaine du navire, n'est pas retenu comme découvreur officiel.

#### Les négociations de Cortés avec la Couronne (1529)
Cortés se rend en Espagne en 1529 et obtient un accord avec la Couronne, selon lequel elle accepte financer des « armées pour découvrir des îles et des territoires dans la mer du Sud ». Il est aussi convenu qu'un dixième des terres découvertes appartiendront au découvreur et à sa descendance, de manière perpétuelle.
Mais Cortés envisage aussi de trouver un passage maritime entre l'Atlantique et le Pacifique. Il pense en effet que, puisque Magellan a trouvé un détroit reliant les deux océans par le sud, il peut bien aussi exister un passage par le nord, passage encore inconnu, mais déjà nommé détroit d'Anián.
Cortés rentre au Mexique en 1530 et crée un chantier naval à Tehuantepec, d'où vont sortir les navires utilisés dans les expéditions de Californie

#### Première expédition (1532, Diego Hurtado de Mendoza)
Le 30 juin 1532, une expédition commandée par Diego Hurtado de Mendoza (es) part explorer les îles et le littoral de l'océan Pacifique au-delà des limites de la Nouvelle-Galice, gouvernée par Nuño de Guzmán, adversaire de Cortés. L'escadre comprend deux navires, le San Marcos (navire amiral commandé par Hurtado) et le San Miguel.
Le départ a lieu du port de Santo Domingo Tehuantepec (actuel État d'Oaxaca). Après avoir fait escale à Manzanillo (État de Colima), les navires remontent vers le nord le long des côtes de Jalisco et Nayarit, qui font partie de la Nouvelle-Galice, jusqu'aux îles Tres Marias. De là ils reviennent vers le continent et tentent d'obtenir un approvisionnement en eau dans la baie de Matanchén (État de Nayarit), approvisionnement qui leur est refusé sur l'ordre de Guzmán.
L'équipage du San Miguel se mutine alors et prend le chemin du retour, mais subit une tempête qui le jette sur le rivage des côtes de Jalisco et il termine aux mains de Guzmán.
Le San Marcos, avec Hurtado, prend la direction du nord. Il disparaît ensuite dans des circonstances inconnues, aucun de ceux qui étaient à bord n'étant jamais rentré en Nouvelle-Espagne.
Quelques années plus tard, l'auteur du livre intitulé Deuxième récit anonyme du voyage que fit Nuño de Guzmán à la Nouvelle-Galice (Segunda Relación anonima de la jornada que hizo Nuño de Guzmán a la Nueva Galicia), recueille des informations qui permettent de supposer que le navire a fait naufrage sur le littoral nord de l'État actuel de Sinaloa, provoquant la mort de tout l'équipage.

#### Deuxième expédition (1533, Diego de Becerra et Fortún Ximénez)
En 1533, Cortés envoie une nouvelle escadre de deux navires, la Concepción commandé par Diego de Becerra et le San Lázaro sous les ordres d'Hernando de Grijalva, parent de Juan de Grijalva. L'expédition part de Manzanillo (Colima) le 30 octobre 1533.
Le 20 décembre, les navires se séparent. Le San Lázaro, qui ayant pris de l'avance, a attendu en vain la Concepción pendant trois jours, part en exploration vers le large et découvre les îles Revillagigedo, à 400 km de la côte. Puis il rentre à Manzanillo sans incident.
À bord de la Concepción, les choses sont tout autres. Le pilote et second à bord Fortún Ximénez se mutine et assassine le capitaine[pas clair], puis se débarrasse des membres d'équipage loyalistes en les abandonnant sur les côtes du Michoacán, en compagnie des frères franciscains qui participent à l'expédition.
Fortún Ximénez longe alors la côte vers le nord, puis vire vers l'ouest et atteint ce qu'il croit être une île, mouillant dans une baie, dont on sait aujourd'hui qu'il s'agit de l'emplacement de La Paz en Basse-Californie. Il rencontre des Indiens parlant une langue inconnue et très différents de ceux des plateaux mexicains, notamment en ce qui concerne l'habillement, assez limité.
L'attitude des marins de la Concepcion est alors extrêmement brutale et inepte. Certains hommes de l'équipage se livrent à des violences sexuelles sur les femmes Indiennes présentes ; d'autres, se rendant compte que ce lieu est riche en perles, que les Indiens extraient des coquillages, se livrent au pillage. Cela amène les Indiens à engager un combat qui aboutit à la mort de Fortún Ximénez et de quelques-uns de ses hommes.
Les survivants remettent à grand-peine la Concepción à l'eau et naviguent jusqu'aux côtes de l'actuel État de Jalisco, où ils tombent aux mains des soldats de Nuño de Guzmán, qui confisquent le navire.
Il est intéressant de préciser que Fortún Ximénez ne donne aucun nom aux lieux qu'il découvre, comme pour cacher les traces de ses méfaits[réf. nécessaire].

#### Cortés en Nouvelle-Galice (1534)
Vu le résultat limité des deux premières expéditions, Cortés prend la tête du troisième. Irrité du fait que Nuño de Guzmán lui ait dérobé la Concepción, il veut d'abord l'affronter sur son terrain et lancer sa troisième expédition depuis la Nouvelle-Galice, avec trois navires : le San Lázaro, le Santa Águeda et le Santo Tomás.
Le président de l'audiencia demande pourtant à Hernán Cortés (4 septembre 1534) de « ne pas affronter celui qui avait dérobé ses navires » ce que Cortés refuse, affirmant qu'il a déboursé « cent mille castellanos d'or », et qu'il a été désigné par le roi d'Espagne pour découvrir et conquérir de nouveaux territoires. Il avait même mis en route un chantier naval à Tehuantepec et avait à sa disposition trois navires prêts à prendre la mer :  qui venaient d'être construits.
Bernal Díaz del Castillo rapporte que quand on sut en Nouvelle-Espagne que le marquis d'Oaxaca partait de nouveau en campagne, nombreux furent ceux qui offrirent de le servir en tant que cavalier ou arbalétrier. Au total, 320 personnes et 150 chevaux prennent la mer. Il ajoute que les embarcations sont bien pourvues de biscottes, viande, huile, vin et vinaigre, trois forgerons avec leurs forges et deux charpentiers avec leurs outils, mais aussi des religieux, des médecins et un chirurgien.
L'armée de Cortés débarque à Santiago de Galicia de Compostela, située à l'époque dans la vallée de Matatipac (ville actuelle de Tepic), où elle est accueillie amicalement par Nuño Beltrán de Guzmán. Cortés et sa troupe restent seulement quatre jours dans cette ville avant de poursuivre leur route. Nuño de Guzmán aurait alors conseillé à Cortés de ne pas continuer son exploration, mais Cortés n'en tient aucun compte, notamment parce que Nuño de Guzmán vit dans une certaine pauvreté[pas clair].
Après le départ de Cortés, Guzmán envoie un courrier à l'audiencia de Mexico dans laquelle il se plaint que « le marquis de la Vallée voulait pénétrer avec ses gens dans son territoire, étant seulement capitaine général de la Nouvelle-Espagne ».

#### Troisième expédition (1535, Cortés)
À Chametla (Sinaloa), après avoir traversé les États de Jalisco et Nayarit, territoires faisant partie du royaume de Nouvelle-Galice, Cortés et son cortège embarquent sur le Santa Águeda et le San Lázaro avec 113 soldats, 40 cavaliers avec leurs chevaux et il laisse à terre 60 cavaliers supplémentaires, selon ce que rapporte à l'audiencia le gouverneur Nuño de Guzmán.
Une fois sur le San Lázaro, Cortés prend la direction du nord-ouest, et le 3 mai 1535, il arrive à la baie de Santa Cruz (actuelle La Paz), où il apprend la mort de Ximenez.
Une fois la baie de Santa Cruz prise, Cortés décide d'y établir une colonie. Il envoie chercher les soldats et pièces d'artillerie laissés à Sinaloa, mais le mauvais temps s'en mêlant, les navires se perdent et un seul peut revenir à la baie de Santa Cruz, avec une cargaison de cinquante fanègues de maïs, pas assez pour alimenter la population. Cortés prend la décision de partir personnellement à la recherche de vivres, mais tout ce qu'il rapporte est encore insuffisant, c'est pourquoi il se met en route pour la Nouvelle-Espagne, dans l'intention de pourvoir en vivres, depuis là-bas, la nouvelle colonie.
Il laisse Francisco de Ulloa à la tête du village de Santa Cruz. Mais cet établissement sera abandonné rapidement par le vice-roi en raison des plaintes des familles de ceux qui y sont restés.

## La période de la vice-royauté (1535-1541)

### La nomination d'Antonio de Mendoza
En 1533, Charles Quint crée la vice-royauté de Nouvelle-Espagne, qu'il ne veut pas attribuer à Cortés. Trois personnes refusent de prendre ce poste, qui est finalement accepté par Antonio de Mendoza. Celui-ci prend ses fonctions en novembre 1535, devenant le supérieur hiérarchique du conquistador, qui accepte de rester sous ses ordres.

### Relations entre Cortés et le vice-roi
Le vice-roi est dès le départ responsable de quatre audiencias : Mexico (Nouvelle-Espagne), Guadalajara (Nouvelle-Galice), Guatemala et Saint-Domingue (Hispaniola). Chaque audiencia est dotée d'un président de la juridiction et d'un capitaine général.
Donc, même subordonné au vice-roi, Cortés conserve une grande partie de ses compétences en ce qui concerne le territoire de l'audiencia de Mexico.

### Quatrième expédition vers la Californie (1539, Francisco de Ulloa)

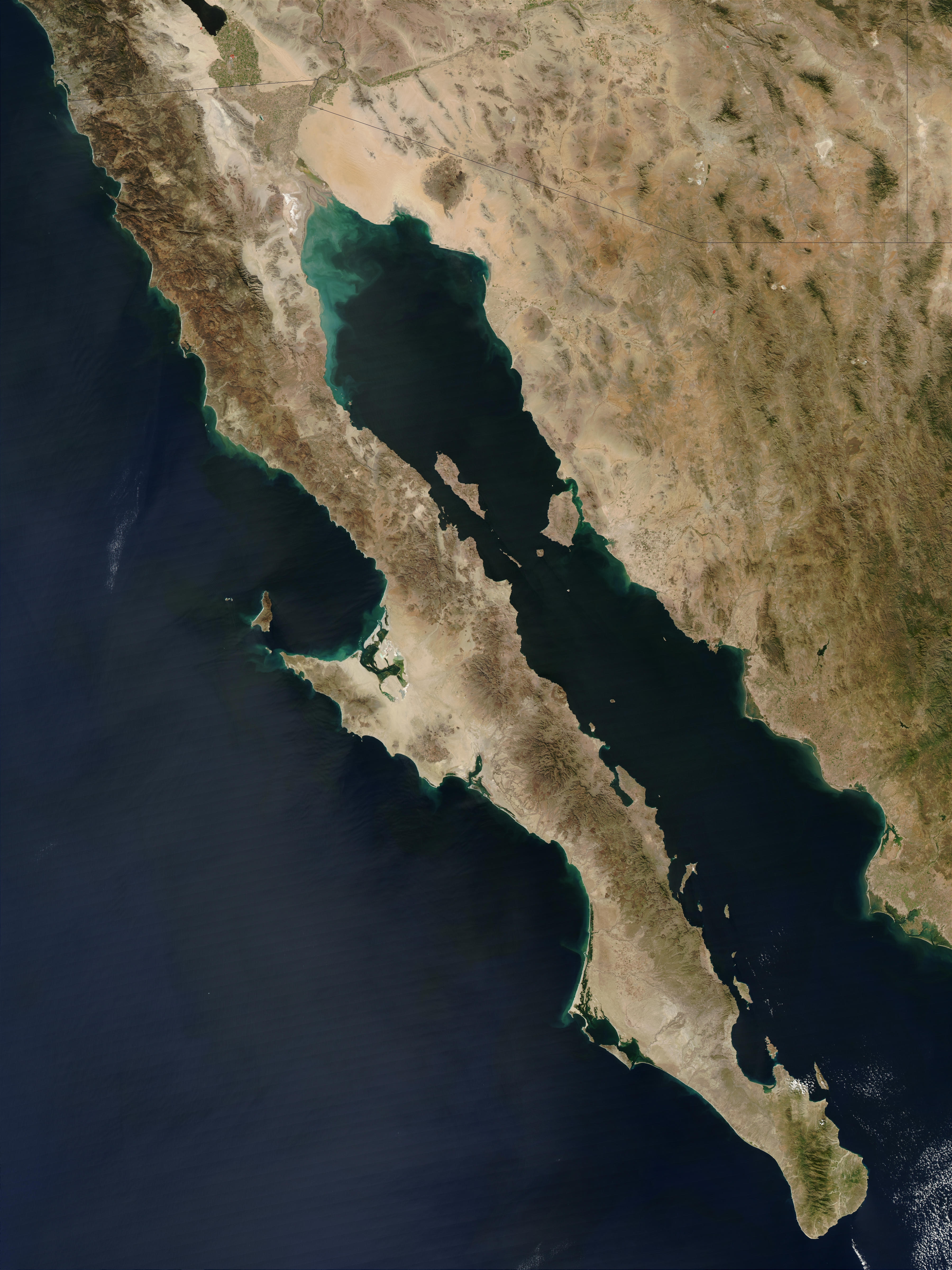
Péninsule de Basse-Californie et « mer de Cortés » ou « golfe de Californie » (NASA).

Malgré le peu de succès des trois précédentes expéditions, Cortés décide en 1539 d'en envoyer une quatrième qu'il confie à Francisco de Ulloa. L'escadre (trois navires, le Santo Tomás, la Santa Águeda et la Trinidad) quitte Acapulco le 8 juillet 1539. Au niveau des îles Tres Marías, le Santo Tomás est abandonné à la suite d'une avarie et ils continuent sur les deux navires restants.
Dans le golfe de Californie (la « mer Vermeille »), ils s'arrêtent dans la colonie abandonnée de Santa Cruz. Ils atteignent l'extrême nord du golfe le 28 septembre. Ils débarquent et prennent possession de ces terres, nommant l'embouchure du Colorado « Ancón de San Andrés ». Un bref texte est rédigé à cette occasion :
« Moi Pedro de Palenzia, écrivain public de cette armée, donne fidèle et véritable témoignage à tous les hommes qui verraient la présente, que Dieu notre seigneur les protège de tout mal, qu'en ce vingt-huitième jour du mois de septembre de l'an mille cinq cent trente neuf, le très noble seigneur Francisco de Ulloa, lieutenant du gouverneur et capitaine de cette armée par la grâce du très illustre seigneur Marquis de la Vallée de Guajaca, prit possession à l'ancón de San Andrés et de la mer vermeille, qui est sur la côte de cette Nouvelle-Espagne vers le Nord, qui est à une hauteur de trente-trois degrés et demi, selon les ordres du Marquis de la Vallée au nom de l'Empereur notre roi de Castille, actuellement et véritablement, mettant la main à l'épée, disant que s'il était une personne pour le contredire, qu'il était prêt à le défendre, coupant avec elle des arbres, arrachant des herbes, retournant des pierres de toutes parts, et sortant de l'eau de la mer ; tout ceci en signe de possession.

Témoins qui furent présents à ce que je dis, les révérends pères du seigneur saint François, le père Frère Raymundo, le père frère Antonio de Mena, Francisco de Terrazas, devant Diego de Haro, Gabriel Márquez. En date du jour, du mois et de l'année susdite. J'ai, moi, Pedro de Palenzia, écrivain public de cette armée, écrit selon ce qui m'est arrivé ; avant de faire ici ce signe mien, qui est en tant que tel, un témoignage de vérité.- Pedro de Palencia, écrivain public. Frère Ramundus Alilius, Frère Antonius de Mena, -Gabriel Márquez. -Diego de Haro. -Francisco de Terrazas. »
Au retour, ils repassent à Santa Cruz, puis doublent le Cabo San Lucas et entrent dans l'océan Pacifique, puis longent la côte ouest de la péninsule. Ils passent devant la baie Magdalena le 5 décembre sans y pénétrer, Francisco de Ulloa ayant été blessé lors d'une escarmouche avec les Indiens.
Le 5 avril 1540, arrivé à l'île Cedros, Ulloa rédige pour Cortés un récit de son exploration, qu'il envoie avec la Santa Águeda. Lui-même poursuit le voyage avec la Trinidad, mais le navire disparaît ensuite dans des circonstances inconnues.

## Le retour en Europe (1541-1547)

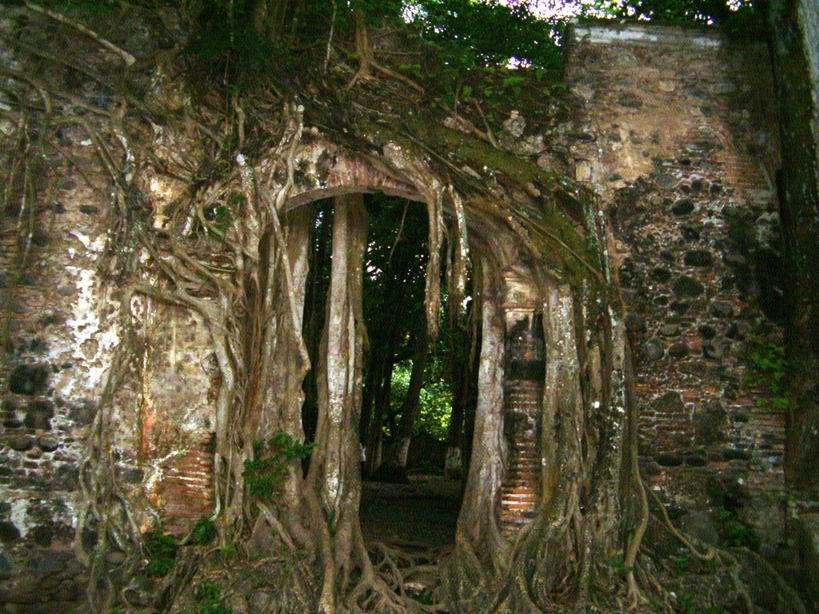
Vestiges de la maison de Cortés à La Antigua, près de Veracruz.

### L'expédition d'Alger (1541)
De retour en Espagne, il se porte volontaire lors de l'expédition malheureuse de Charles Quint à Alger, en 1541. La tempête qui détruisit alors la flotte réunie par l'empereur d'Espagne n'épargna pas l'embarcation de Cortés qui dut regagner la côte à la nage. La défense de la ville est assurée par huit cents janissaires, cinq mille hommes levés à la hâte et composé d’Algériens, mais surtout de Maures.

### Mort et inhumation
Hernán Cortés meurt de la dysenterie le vendredi 2 décembre 1547 à Castilleja de la Cuesta, en Espagne, à l'âge de 62 ans, alors qu'il envisageait de repartir en Amérique.
Malgré les énormes richesses et surtout les territoires qu'il apporta à son Roi, il meurt pratiquement en disgrâce, sa gloire passée étant occultée par les immenses trésors ramenés à ce moment du Pérou par Francisco Pizarro.

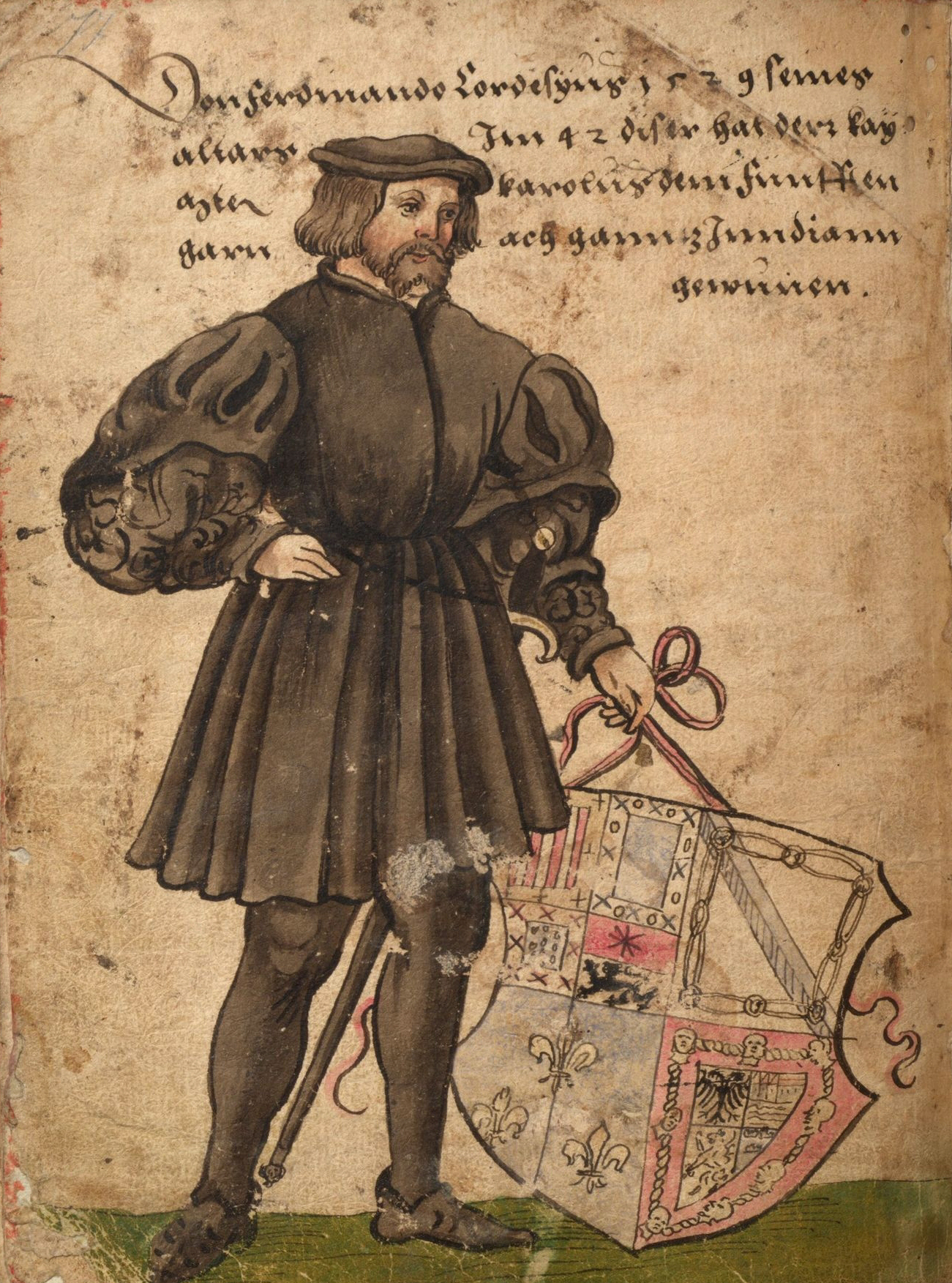
Hernán Cortes, par Christoph Weiditz, Trachtenbuch (Recueil de costumes), p. 77.

## Cortés et la question de la réduction en esclavage des indigènes
Conquérant de l'Empire aztèque, puis gouverneur et capitaine de la Nouvelle-Espagne (dès 1522), Cortés est pour cette raison associé aux violences commises pendant le processus de colonisation qu'il a engagé. Selon les estimations des démographes de l'école de Berkeley, notamment celles de Sh. Cook (en) et W. Borah, l'effondrement démographique des populations mexicaines suit immédiatement la conquête espagnole : le Mexique comptait 25 millions d'habitants à la veille de l'arrivée des Espagnols ; un demi-siècle plus tard, en 1568, la population du Mexique est estimée à 3 millions d'habitants (en 1620 elle descendra à un million six cent mille personnes).
Le choc viral au contact des Européens, le travail forcé et l'esclavage, dans les conditions où ils ont été instaurés par les Espagnols dès leur arrivée au Mexique, sous la direction de Cortés, sont en partie responsables de cette situation, selon l'historien Michel Mourre (qui évoque des estimations démographiques plus basses, cependant, que celles des démographes américains). Pour tenter de limiter les violences perpétrées sous le commandement de Cortés, « dès 1537, la bulle Sublimis Deus de Paul III déclarait que les Indiens, baptisés ou non, ne pouvaient être réduits en esclavage, mais ces prescriptions, confirmées par les Leyes nueves de 1542, restèrent trop souvent lettre morte, et la population indienne, évaluée à 11 millions au moment de la conquête, n'était plus que de un million cinq cent mille vers 1650. L'évangélisation du pays, souvent superficielle, s'accompagna d'une destruction complète de l'ancienne culture aztèque ».
Tzvetan Todorov juge pour sa part que les épidémies qui ont frappé les populations amérindiennes ne doivent pas occulter les morts liées aux violences commises par les Espagnols dès les débuts de la conquête entreprise par Cortés, et parle de ce fait de « génocide amérindien ».
 (octobre 2015).
Selon l'historien Jean-Pierre Berthe, « dès avant la prise de Mexico, Cortés et ses lieutenants avaient condamné à l'esclavage, pour rébellion, de nombreux Indiens de Cholula, Texcoco, Cuernavaca, Oaxtépec, etc. Il n'est guère possible d'en fixer le nombre exact, mais les dépositions des témoins s'accordent à l'évaluer à plusieurs milliers ».
La réduction en esclavage des prisonniers de guerre est devenue une pratique systématique : « les instructions adressées à Cortés par la Couronne, le 26 juin 1523, légitimaient a posteriori l'esclavage des prisonniers de guerre capturés parmi les populations qui avaient refusé de se soumettre ou qui s'étaient soulevées contre la domination espagnole. Bien des raids (entradas) en terre insoumise ou prétendue telle, n'ont souvent d'autre mobile que de rafler des captifs ».
L'autre source d'approvisionnement en esclaves, sous le commandement de Cortés, est l'achat d'esclaves, « le rescate, tel que l'autorise une cédule royale du 15 octobre 1522, publiée à Mexico le 10 juillet 1524 ». Les Mexicains pratiquaient l'esclavage. « Les esclaves de droit autochtone devenaient ainsi esclaves au regard du système juridique européen de tradition romaine : il en résultait une aggravation catastrophique de leur condition. Il n'y avait pas en effet de commune mesure entre la servitude domestique assez légère qu'ils connaissaient dans leurs communautés d'origine et le sort qui devenait le leur, lorsque, marqués au visage du fer rouge de l'esclavage, ils étaient soumis à la dure exploitation du travail dans les mines ».
Nous connaissons, écrit l'historien J-P Berthe, « pour la période 1538-1547, les mines d'or que possédait Cortés dans la province de Tehuantepec. Elles employaient, en 1543, 395 esclaves ». « Après 1530-1531, l'exploitation des premières mines d'argent repose, elle aussi, sur l'utilisation massive d'esclaves indigènes. Lorsque Cortés achète des mines à Sultépec en 1536 et y organise une compagnie, de concert avec le trésorier Juan Alonso de Sosa, ces diverses opérations portent sur plus de 200 esclaves. » « Les esclaves ne sont pas absents des grandes entreprises agricoles. [...] C'est ainsi que Cortés en avait une trentaine, avec quelques nègres, dans sa plantation sucrière de Tuxtla, en 1538, et qu'ils représentaient plus de la moitié de la main-d'œuvre servile dans ses domaines de Cuernavaca, en 1549 : 193 [esclaves mexicains], pour 130 esclaves noirs dont seulement 99 étaient des adultes. » « L'inventaire d'une partie des biens laissés par Cortés, établi en 1549, mentionne un demi-millier d'esclaves indigènes. » « Les conséquences démographiques de l'esclavage sont de très grande portée » écrit J.-P. Berthe ; la dépopulation enregistrée dès les premières décennies de la conquête a conduit la Couronne de Castille à durcir par la suite la législation relative à l'esclavage.

## Témoignages et jugements sur Cortés
Bernal Díaz del Castillo l'a décrit ainsi, dans son Histoire véridique de la conquête de la Nouvelle-Espagne :

« Il avait belle taille avec un corps membru harmonieusement développé. Son visage, d'un aspect peu réjoui et d'une couleur presque cendrée, aurait eu plus d'élégance s'il eut été plus allongé. Son regard était à la fois doux et grave. Sa barbe foncée et rare couvrait peu sa figure. Il avait la poitrine large et les épaules bien taillées. Son corps était mince et son ventre effacé »

Sur ses vêtements et ses postures, il complète la description par : « Il avait les manières d'être d'un grand seigneur. Il s'habillait à la mode du temps ».
Tous les témoignages de la conquête de l'empire aztèque évoquent les actions, les décisions et les motivations d'Hernán Cortés. Cependant, ces sources sont contradictoires, leurs auteurs ayant eu des intérêts personnels à faire valoir auprès de la couronne espagnole dans le cadre des démêlés judiciaires qui ont opposé Cortés à Diego Velázquez de Cuéllar. Une des sources considérées comme les plus précises et les plus fiables par les historiens est l'Histoire véridique de la conquête de la Nouvelle-Espagne de Bernal Díaz del Castillo[réf. nécessaire].
Plusieurs philosophes des Lumières ont jugé sévèrement ce qu'ils ont appelé les « crimes » de Cortés. Montesquieu critique Cortés nommément dans ses Pensées. Francine Markovits[Qui ?] écrit à ce propos : « Lorsque Montesquieu parle de la conquête du Mexique par Cortez, il souligne à la fois la barbarie et l'extravagance, comme lorsqu'il parle de l'Inquisition, il en parle comme d'un droit contraire à l'esprit du droit ». Diderot condamne également Cortés avec la plus grande fermeté. Selon Jonathan Israel, Diderot le présente comme « despotique et cruel, un meurtrier de masse qui baigne dans le sang innocent, et dont les actes sont impitoyables, barbares et injustifiés »,.

## Généalogie

### Ascendance
| Hernán de Monroy | Hernán de Monroy | Hernán de Monroy | Hernán de Monroy | Hernán de Monroy        | Hernán de Monroy        |                         |                         | María Cortés            | María Cortés            | María Cortés | María Cortés | María Cortés | María Cortés |                         |  |  |  |  |  | Diego Altamirano | Diego Altamirano | Diego Altamirano | Diego Altamirano | Diego Altamirano            | Diego Altamirano            |                             |                             | Leonor Pizarro              | Leonor Pizarro              | Leonor Pizarro | Leonor Pizarro | Leonor Pizarro | Leonor Pizarro |  |  |  |  |  |  |  |  |  |  |  |  |  |  |  |  |  |  |  |  |  |  |  |  |  |  |
| Hernán de Monroy | Hernán de Monroy | Hernán de Monroy | Hernán de Monroy | Hernán de Monroy        | Hernán de Monroy        |                         |                         | María Cortés            | María Cortés            | María Cortés | María Cortés | María Cortés | María Cortés |                         |  |  |  |  |  | Diego Altamirano | Diego Altamirano | Diego Altamirano | Diego Altamirano | Diego Altamirano            | Diego Altamirano            |                             |                             | Leonor Pizarro              | Leonor Pizarro              | Leonor Pizarro | Leonor Pizarro | Leonor Pizarro | Leonor Pizarro |  |  |  |  |  |  |  |  |  |  |  |  |  |  |  |  |  |  |  |  |  |  |  |  |  |  |
|                  |                  |                  |                  |                         |                         |                         |                         |                         |                         |              |              |              |              |                         |  |  |  |  |  |                  |                  |                  |                  |                             |                             |                             |                             |                             |                             |                |                |                |                |  |  |  |  |  |  |  |  |  |  |  |  |  |  |  |  |  |  |  |  |  |  |  |  |  |  |
|                  |                  |                  |                  | Martín Cortés de Monroy | Martín Cortés de Monroy | Martín Cortés de Monroy | Martín Cortés de Monroy | Martín Cortés de Monroy | Martín Cortés de Monroy |              |              |              |              |                         |  |  |  |  |  |                  |                  |                  |                  | Catalina Pizarro Altamirano | Catalina Pizarro Altamirano | Catalina Pizarro Altamirano | Catalina Pizarro Altamirano | Catalina Pizarro Altamirano | Catalina Pizarro Altamirano |                |                |                |                |  |  |  |  |  |  |  |  |  |  |  |  |  |  |  |  |  |  |  |  |  |  |  |  |  |  |
|                  |                  |                  |                  | Martín Cortés de Monroy | Martín Cortés de Monroy | Martín Cortés de Monroy | Martín Cortés de Monroy | Martín Cortés de Monroy | Martín Cortés de Monroy |              |              |              |              |                         |  |  |  |  |  |                  |                  |                  |                  | Catalina Pizarro Altamirano | Catalina Pizarro Altamirano | Catalina Pizarro Altamirano | Catalina Pizarro Altamirano | Catalina Pizarro Altamirano | Catalina Pizarro Altamirano |                |                |                |                |  |  |  |  |  |  |  |  |  |  |  |  |  |  |  |  |  |  |  |  |  |  |  |  |  |  |
|                  |                  |                  |                  |                         |                         |                         |                         |                         |                         |              |              |              |              |                         |  |  |  |  |  |                  |                  |                  |                  |                             |                             |                             |                             |                             |                             |                |                |                |                |  |  |  |  |  |  |  |  |  |  |  |  |  |  |  |  |  |  |  |  |  |  |  |  |  |  |
|                  |                  |                  |                  |                         |                         |                         |                         |                         |                         |              |              |              |              | Hernán Cortés de Monroy |  |  |  |  |  |                  |                  |                  |                  |                             |                             |                             |                             |                             |                             |                |                |                |                |  |  |  |  |  |  |  |  |  |  |  |  |  |  |  |  |  |  |  |  |  |  |  |  |  |  |

### Descendance
Il s'est marié deux fois, à Cuba avec Catalina Suárez Marcaida, qui meurt à Coyoacán en 1522 sans descendance et en 1529 à doña Juana Ramírez de Arellano de Zúñiga, fille de don Carlos Ramírez de Arellano, 2e comte d'Aguilar dont :
- don Luis Cortés y Ramírez de Arellano, né à Texcoco en 1530 et meurt peu après sa naissance.
- doña Catalina Cortés de Zúñiga, née à Cuernavaca en 1531 et meurt peu après sa naissance.
- don Martín Cortés y Ramírez de Arellano, 2e marquis de la vallée d'Oaxaca, né à Cuernavaca en 1532, marié à Nalda le 24 février 1548 à doña Ana Ramírez de Arellano y Ramírez de Arellano dont descendance
- doña María Cortés de Zúñiga, née à Cuernavaca entre 1533 et 1536, mariée à don Luis de Quiñones y Pimentel, 5e comte de Luna
- doña Catalina Cortés de Zúñiga, née à Cuernavaca entre 1533 et 1536, meurt à Séville après la mort de son père
- doña Juana Cortés de Zúñiga, née à Cuernavaca entre 1533 et 1536, mariée à Don Fernando Enríquez de Ribera y Portocarrero, 2e duc d'Alcalá de los Gazules, 3e marquis de Tarifa et 6e comte de Los Molares

Il a eu aussi plusieurs enfants naturels :
- doña Catalina Pizarro, née entre 1514 et 1515 à Santiago de Cuba, fille d'une cubaine, Leonor Pizarro. Doña Catalina se marie à Juan de Salcedo, un conquistador avec qui elle a un fils, Pedro[63].
- don Martín Cortés, né à Coyoacán vers 1523, fils de La Malinche, surnommé le premier mestizo; marié à doña Bernaldina de Porras qui lui donne deux enfants :
  - doña Ana Cortés
  - don Fernando Cortés, juge à Veracruz. Les descendants de cette branche sont toujours présent au Mexique[64].
- don Luis Cortés, né en 1525, fils de doña Antonia ou Elvira Hermosillo[65]
- doña Leonor Cortés Moctezuma, née en 1527 ou 1528 à Mexico, fille de la princesse aztèque Tecuichpotzin (baptisée Isabel), née à Tenochtitlan le 11 juillet 1510 et morte le 9 juillet 1550, fille ainée de Moctezuma II Xocoyotzin et de son épouse doña María Miahuaxuchitl ; mariée à Juan de Tolosa, un marchand basque[66]
- doña María Cortés de Moctezuma, fille d'une princesse aztèque

## Cortés dans les arts

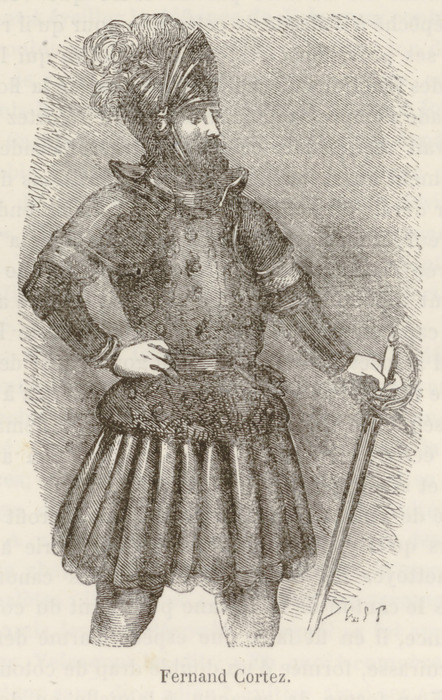
Fernand Cortez.

### Littérature
Hernán Cortés apparaît dans :
- Leo Perutz, La Troisième Balle, Paris, Fayard, 1987 (traduit de l'allemand : Die Dritte Kugel, 1915)
- Carlo Coccioli, L'Aigle aztèque est tombé, Paris, Plon, 1964
- Gary Jennings, Azteca, Paris, 1981 (traduit de l'anglais : Aztec, 1980)
- Carlos Fuentes, « Les Deux Rives », dans le recueil L'Oranger, Paris, Gallimard, 1995 (traduit de l'espagnol : El Naranjo, 1993)
- Alexis Jenni, La Conquête des îles de Terre Ferme, Paris, Gallimard, 2017
- Jacques Chabar, Le Retour du serpent à plumes, Paris, Fleurus, 1957 (BNF 31922356)
- Kim Lefèvre, Moi, Marina la Malinche, Paris, Stock, 1994 (réédition : Phébus, 2007)
- Le Chroniqueur de la Tour, 1515-1519, Librinova, 2018
- Julien Hervieux, Au service de sa Majesté la Mort, 2 : De vieux ennemis, Paris, Castelmore, 2019

### Opéra
- 1809 : Fernand Cortez ou La Conquête du Mexique en trois actes de Gaspare Spontini
- 1962 : Montezuma en toris actes de Roger Sessions sur un livret de Giuseppe Antonio Borgese.
- 1992 : Die Eroberung von Mexico de Wolfgang Rihm.
- 2005 : La Conquista de Lorenzo Ferrero.

### Musique et chansons

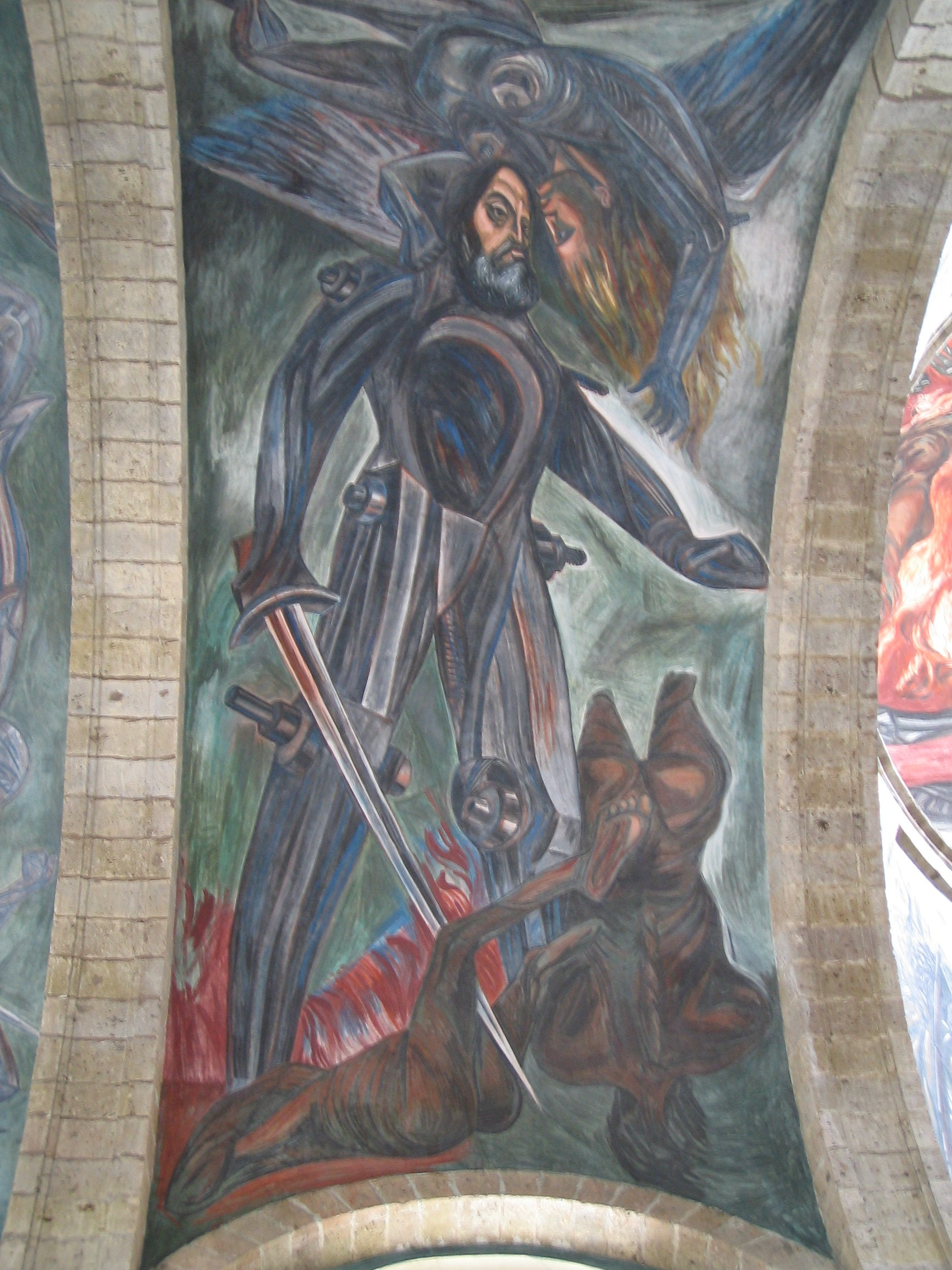
Peinture murale de José Clemente Orozco représentant Cortés.

- 1975 : Neil Young : Cortez the Killer [« Cortés le Tueur »], dans l'album Zuma (Neil Young décrit Hernan Cortés comme un tueur qui a détruit une société précolombienne, l'Empire aztèque).
- 1993 : Noir Désir : Tostaky (« Le continent »), chanson éponyme de l'album.
- 2015 : Feu! Chatterton : La Malinche, chanson de l'EP, reprise dans l'album Ici le jour.

### Filmographie

#### Cinéma
- 1917 : Les Conquérants, film américain de Cecil B. DeMille avec Hobart Bosworth.
- 1947 : Capitaine de Castille de Henry King, 1947, avec Cesar Romero.
- 1999 : La otra conquista de Salvador Carrasco avec Iñaki Aierra.
- 2000 : Hijos del viento de José Miguel Juárez avec José Sancho.
- 2003 : Pirates des Caraïbes : La Malédiction du Black Pearl, le « trésor maudit » est celui que Cortés aurait volé aux Aztèques.
- 2006 : The Conquistador d'Andrucha Waddington avec Antonio Banderas.
- 2007 : Aztec Rex de Brian Trenchard-Smith avec Ian Ziering.

#### Télévision
- 2015 : Carlos, rey emperador avec José Luis García Pérez.
- 2017 : Conquistadores : Adventvm de by Israel del Santo avec Miguel Díaz Espada.
- 2019 : Hernan avec Óscar Jaenada.

#### Dessins animés
- Les neuvième et dixième épisodes de la série française Il était une fois… les Amériques (1991), d'Albert Barillé, sont consacrés à Cortés et à la conquête de l'Empire aztèque, de son départ de Cuba à l'arrivée devant le Popocatepetl, puis de son entrée à Tenochtitlan jusqu'à sa déchéance et à son retour en Espagne.
- Cortés est également présent dans le film américain d'animation La Route d'Eldorado (The Road to El Dorado, 2000), les aventures de deux escrocs espagnols, Tulio et Miguel, embarqués par erreur sur un de ses navires partant pour le Nouveau Monde [ils sont supposés embarquer à Séville en 1519...]